# Sebastian Vettel
Sebastian Vettel (pronunciación en alemán: /zeˈbasti̯a(ː)n ˈfɛtl̩/ (escucharⓘ), Heppenheim, Hesse, Alemania Occidental; 3 de julio de 1987) es un piloto de automovilismo alemán. Llegó formando parte del Equipo Júnior de Red Bull desde los 11 años. Ha ganado cuatro títulos del Campeonato Mundial de Fórmula 1 con el equipo Red Bull en 2010, 2011, 2012 y 2013, más tres subcampeonatos en 2009, 2017 y 2018 siendo estos dos últimos con la escudería Ferrari, y un tercer puesto en 2015. Debutó en 2007 con el equipo BMW Sauber y participó en 2008 con Toro Rosso, logrando su primera victoria en el Gran Premio de Italia de 2008.
Se convirtió el 27 de octubre de 2013 en el piloto más joven de la historia en ser tetracampeón de la «máxima categoría» del automovilismo. En sus registros cuenta con 53 victorias, 122 podios y 57 pole position. Es el cuarto piloto con más Grandes Premios ganados en la historia. Iguala a Alain Prost y Max Verstappen en número de títulos mundiales, siendo superado por Juan Manuel Fangio (5), Lewis Hamilton (7) y Michael Schumacher (7).
El 28 de julio de 2022, anunció su retirada de la Fórmula 1 con Aston Martin, tras dos años en la escudería al finalizar la temporada 2022.

## Infancia y vida personal
Vettel nació en Heppenheim, el 3 de julio de 1987, al oeste de Alemania. Hijo de Norbert Vettel y Heike Vettel. Tiene un hermano pequeño llamado Fabián y dos hermanas mayores llamadas Stefanie y Melanie. Vettel habló acerca de que era malo en los estudios, sin embargo obtuvo su diploma de Educación Secundaria con una buena nota. También dijo que sus tres ídolos de la infancia eran «Los tres Michaels», quienes eran Michael Schumacher, Michael Jackson y Michael Jordan. Dijo que él quería ser cantante como Jackson, pero su voz no era tan buena. Curiosamente, en la Fórmula 1 se le ha comparado con el propio Schumacher, llegando incluso a apodarle Baby Schumi. Vettel vive en Suiza y se ha declarado simpatizante del equipo alemán Eintracht Frankfurt. En 2011, prestó su voz para el doblaje alemán del personaje «Sebastian Schnell» en la película Cars 2.
En 2019, Vettel se casó en una ceremonia privada con Hanna Prater, quien conoce desde la infancia. Con Prater tiene dos hijas, nacidas en 2014 y 2015 respectivamente, y un hijo, nacido en 2019. Sin embargo, el alemán prefiere mantener su vida personal alejada de los medios para evitar la atención mediática.

## Carrera

### Inicios

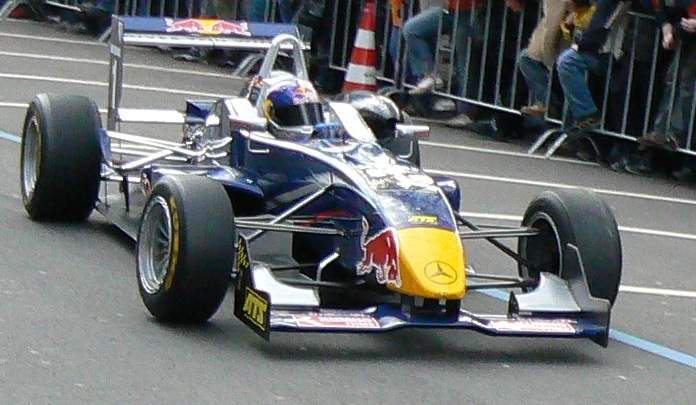
Sebastian Vettel pilotando su monoplaza de Fórmula 3 Euroseries en 2006.

Vettel se inició en el karting en 1995, ganando varios campeonatos. En 2003 pasó a la disciplina de monoplazas, ganando el campeonato alemán de Fórmula BMW con dieciocho victorias en veinte carreras.
En 2005 pasó a competir para ASL Mucke Motorsport en Fórmula 3 Euroseries, siendo quinto en la clasificación final con sesenta y cuatro puntos, y considerándosele el "novato del año". No ganó ninguna carrera esa temporada, probablemente debido a la buena actuación de Lewis Hamilton en el campeonato, quien ganó quince carreras de veinte. A pesar de ello, probó el Williams FW27 de Fórmula 1 el 27 de septiembre como recompensa por su éxito en la Fórmula BMW; luego pasó a probar para el equipo BMW Sauber. También participó en una carrera del Campeonato de España de F3 en Albacete, con el equipo andaluz Racing Engineering.
Vettel fue subcampeón en Fórmula 3 Euroseries de 2006, por detrás de Paul Di Resta. También hizo su debut en la World Series by Renault en el circuito de Misano, ganando la carrera tras la descalificación de Pastor Maldonado. Sin embargo, en la siguiente ronda, en Spa-Francorchamps, sufrió un corte grave en un dedo debido a un accidente con los restos de un coche, y se pensó que no competiría durante varias semanas. A pesar de ello, logró competir en el Masters de Fórmula 3 en Zandvoort el fin de semana siguiente, quedando tercero. También hizo la tercera vuelta más rápida, lo que impresionó al jefe de equipo de ASM, Frédéric Vasseur. Este declaró encontrarse muy sorprendido, ya que al principio de la semana se pensó que no podría competir, pero se mostró en buena forma desde la primera sesión de entrenamientos.

### Fórmula 1

#### Temporada 2005: Primer test de Fórmula 1 con Williams
En 2005 realizó unas pruebas en Jerez para el equipo Williams F1, conduciendo el Williams FW27. Dio buena impresión y en 2006 pasó a ser piloto de pruebas de BMW Sauber.

#### BMW Sauber (2006)

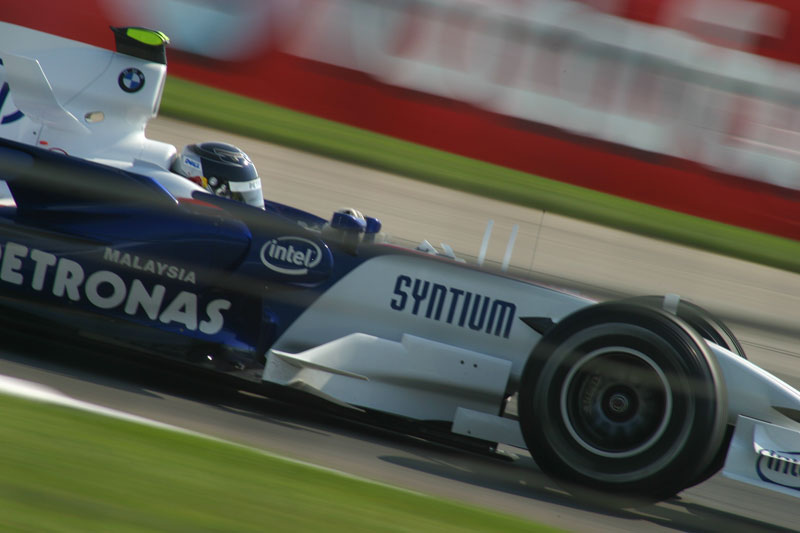
Vettel en su debut en Fórmula 1, el Gran Premio de los Estados Unidos de 2007.

##### 2006: Piloto reserva de BMW Sauber
Vettel pasó a ser el piloto de pruebas de la escudería BMW Sauber en el Gran Premio de Turquía de 2006, cuando Robert Kubica, el anterior tercer piloto, reemplazó a Jacques Villeneuve en la escudería germana. El joven impresionó marcando el mejor tiempo en la segunda sesión de entrenamientos del GP de Turquía, así como al marcar el mejor tiempo en las dos sesiones del Gran Premio de Italia de 2006. Para 2007 fue confirmado como el tercer piloto de BMW Sauber, a la vez que competía en la World Series by Renault, donde ganó por primera vez en Nürburgring. Lideraba el campeonato cuando tuvo que dejar la categoría para dedicarse a la Fórmula 1, ocupando su puesto Michael Ammermüller.

#### Toro Rosso (2007-2008)

##### 2007: Debut en Indianápolis y contrato con Toro Rosso
En 2007, Vettel siguió siendo el piloto reserva de la escudería alemana mientras competía en las World Series by Renault. Tras el grave accidente de Robert Kubica en el Gran Premio de Canadá de 2007, Vettel lo sustituyó en el Gran Premio de los Estados Unidos, saliendo desde la séptima posición para acabar octavo. Este resultado le permitió ser el piloto más joven en marcar puntos en Fórmula 1, con diecinueve años y trescientos cuarenta y nueve días, siendo el récord anteriormente ostentado por Jenson Button, quien con veinte años y sesenta y siete días había acabado sexto el Gran Premio de Brasil de 2000.

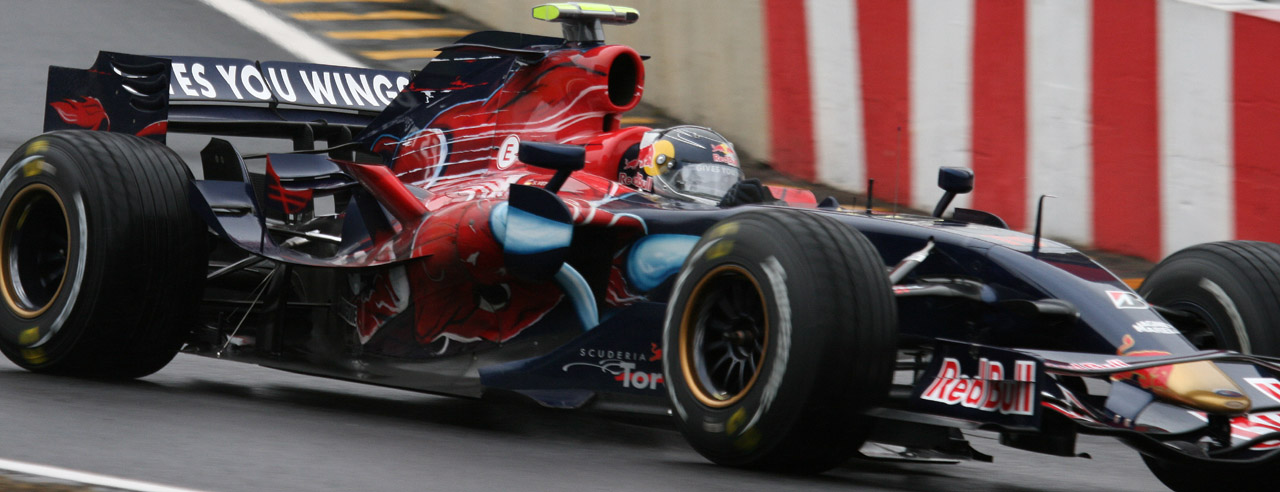
Sebastian Vettel pilotando su Toro Rosso STR2 en el Gran Premio de Brasil de 2007.

El 31 de julio de 2007, BMW Sauber permitió a Vettel unirse a la Scuderia Toro Rosso para poder competir a partir del Gran Premio de Hungría, reemplazando a Scott Speed, y ganando unos ciento sesenta y cinco mil dólares por acabar la temporada con la escudería italiana. Antes de la carrera de Hungaroring, se hizo público que Vettel continuaría en el equipo durante la temporada 2008, siendo su compañero de equipo Sébastien Bourdais.
Vettel luchó para mantener el ritmo de su compañero de equipo, Vitantonio Liuzzi, en las carreras de Hungría, Turquía, Italia y Bélgica, sin llegar a superar a los coches de la mitad inferior de la parrilla (Toyota, Honda, Super Aguri y el propio Toro Rosso). En un lluvioso Gran Premio de Japón de 2007, Vettel llegó a ser tercero por detrás de Lewis Hamilton y Mark Webber, pareciendo que podría conseguir su primer podio, que habría sido también el primero de la escudería italiana. Sin embargo, durante un período de coche de seguridad, Vettel chocó contra Webber, quien declaró a una televisión británica: "es de niños, ¿no? Niños sin suficiente experiencia: hacen un buen trabajo y luego lo fastidian todo".
El joven alemán fue sancionado con la pérdida de diez posiciones en parrilla para la siguiente carrera, pero la penalización fue levantada cuando un espectador publicó un vídeo del incidente en YouTube, haciendo que la investigación del accidente se volviera a abrir. Más adelante, Webber culpó a Hamilton del accidente, declarando que el británico había hecho "un trabajo de mierda" detrás del coche de seguridad, frenando bruscamente y variando su trazada.
A la semana siguiente, en el Gran Premio de China, Vettel consiguió la cuarta plaza, mientras que su compañero de equipo, Vitantonio Liuzzi, quedó sexto, consiguiendo el que fuera no sólo su mejor resultado en la categoría, sino también el de la Scuderia Toro Rosso. Por último, en la cita final del mundial, el GP de Brasil, debió retirarse a causa de un problema hidráulico en su monoplaza.
Vettel compitió además en la Carrera de Campeones de 2007, representando al equipo alemán junto a Michael Schumacher. Vettel y Schumacher ganaron la Copa de Naciones para Alemania, teniendo que batir al excampeón de rally Marcus Grönholm y a Heikki Kovalainen, después de que Schumacher calase su coche. Sin embargo, Vettel perdió en la primera ronda del campeonato individual frente a Kovalainen.

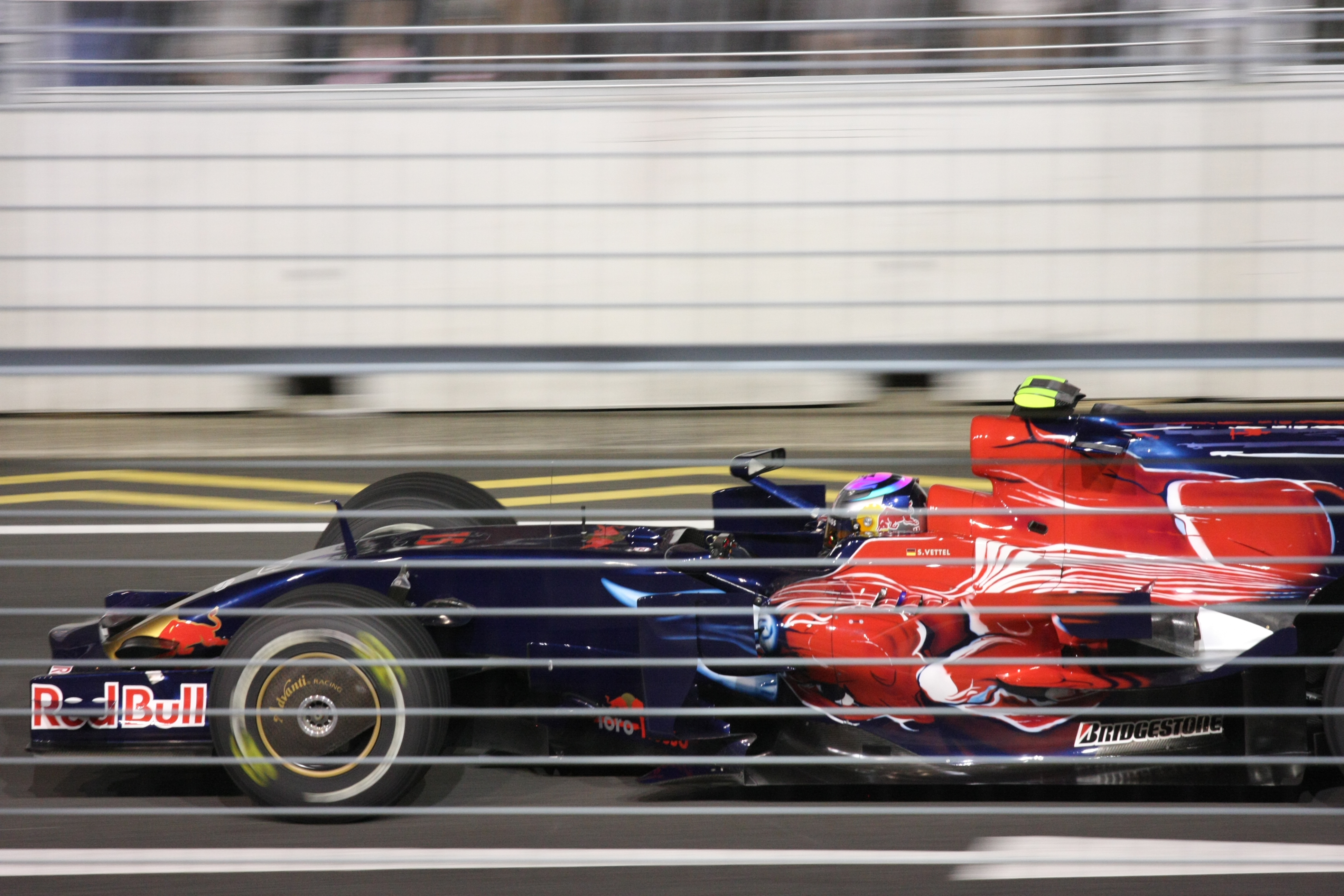
Vettel pilotando el STR3 en el Gran Premio de Singapur de 2008.

### 2008: Primera temporada completa, primera victoria
La temporada 2008 no comenzó bien para el joven alemán, con un accidente en las primeras vueltas en Australia, donde había llegado a la tercera ronda de clasificación, y sendos problemas de fiabilidad en Malasia y Baréin que lo obligaron a retirarse, convirtiéndose así en el único piloto que no acabara ninguna de las tres primeras carreras de la temporada. En Montmeló no mejoró su racha, donde chocó con el coche de Adrian Sutil en la primera vuelta.

Su mala racha acabó en Turquía, donde logró acabar la carrera. Sin embargo, un pinchazo en la primera vuelta y un problema en uno de sus repostajes causaron que acabara la carrera en decimoséptima y última posición, tras haber salido desde el decimocuarto puesto de la parrilla de salida. En la sexta ronda del mundial, el Gran Premio de Mónaco, el joven germano consiguió sus primeros puntos de la temporada al acabar quinto tras haber salido desde la decimonovena posición debido a una penalización por haber cambiado su caja de cambios. En Canadá sumó otro punto a su casillero al acabar en la octava posición después de salir desde el último puesto de la parrilla.

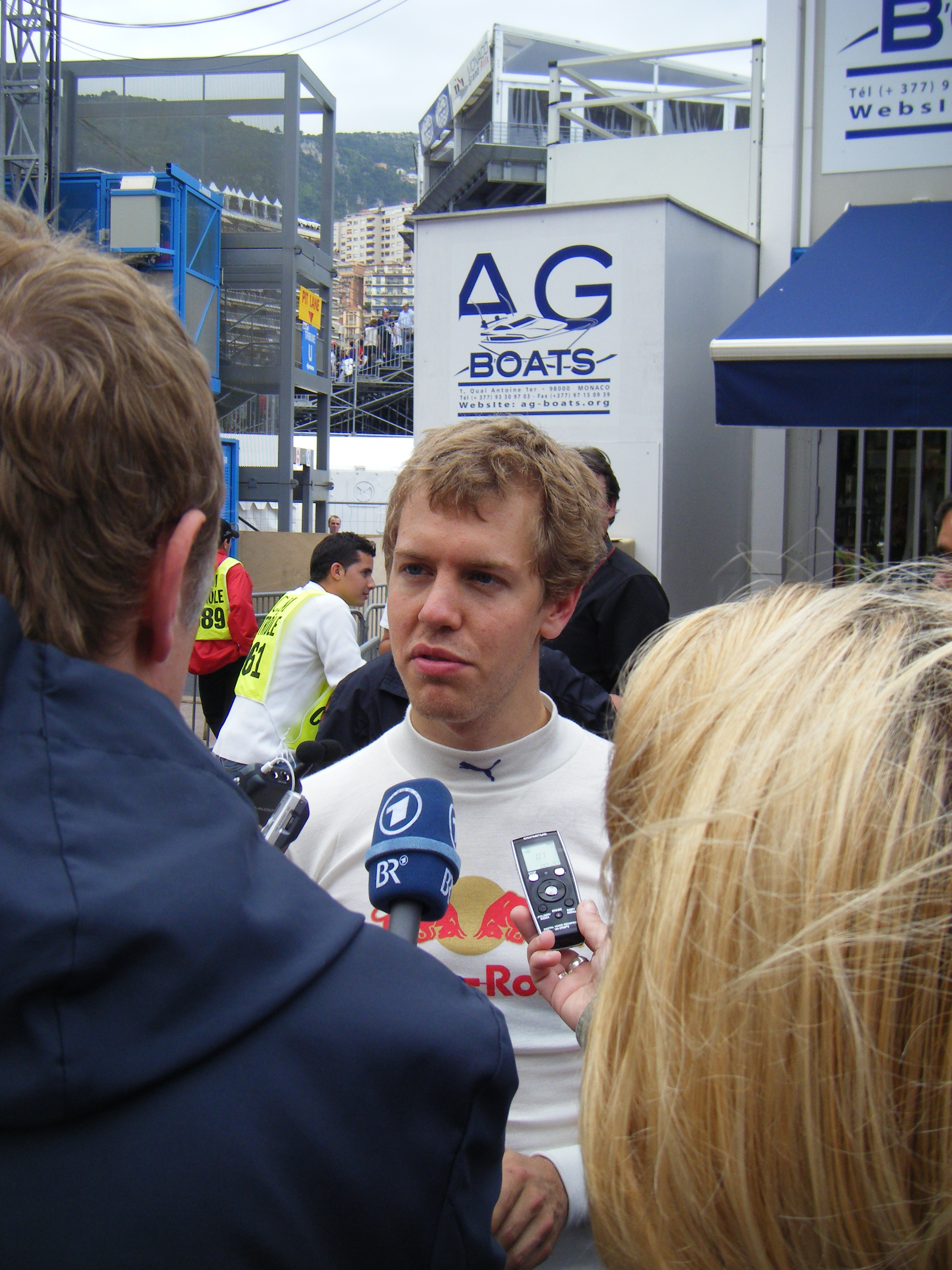
Vettel realizando unas declaraciones durante el Gran Premio de Mónaco de 2008, en el que finalizó quinto tras partir en la novena fila de la parrilla.

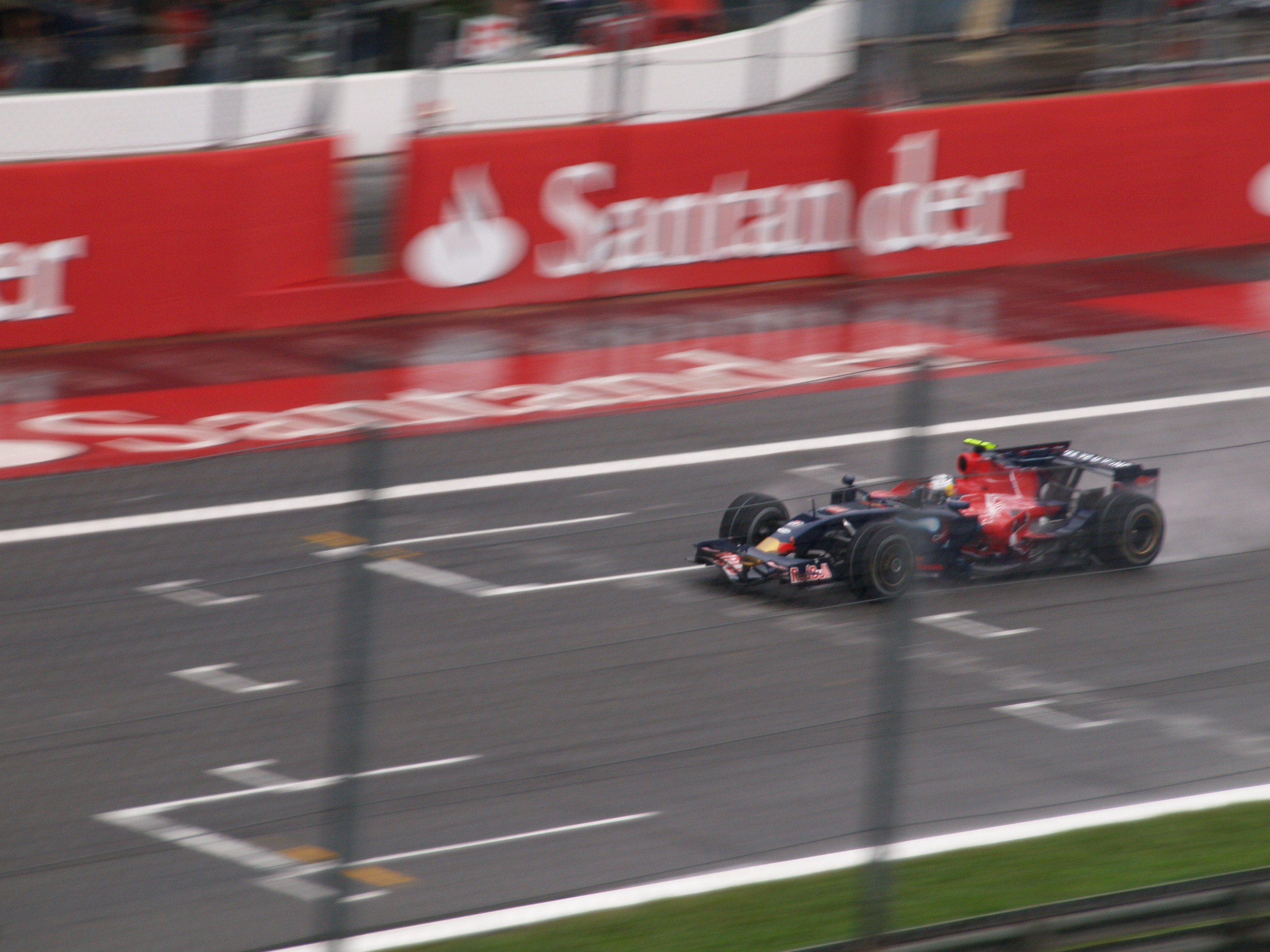
Sebastian Vettel pilotando el STR3 durante el Gran Premio de Italia de 2008, en el cual logró su primera victoria en la Fórmula 1.

El anuncio de la retirada de David Coulthard de Fórmula 1 hizo comenzar los rumores sobre la posibilidad de que el joven alemán ocupase un asiento en la escudería Red Bull Racing al año próximo, rumor que se confirmaría en el Gran Premio de Alemania. Allí acabó en la octava posición, sumando un nuevo punto e igualando su puntuación total de la temporada anterior. En el Gran Premio de Europa, el joven piloto logró un sexto puesto en la parrilla de salida, que a la postre fue su posición final en la carrera. En la siguiente carrera, en Bélgica, consiguió una quinta plaza, añadiendo cuatro puntos a su casillero. Sin embargo, su progresión no finalizaría ahí, y en un lluvioso Gran Premio de Italia consiguió la primera pole position de su carrera en la Fórmula 1, que luego rubricó con su primera victoria, tras la salida del Gran Premio con safety car, convirtiéndose así en el piloto más joven de la historia en conseguir una pole, un podio y una victoria (21 años y 74 días), récords anteriormente ostentados por Fernando Alonso.
Finalmente, tras sumar puntos en Singapur (5.º), Japón (6.º) y Brasil (4.º, superando al a la postre campeón del mundo Lewis Hamilton en una maniobra que le pudo costar el mundial al inglés), Vettel acabó la temporada en un sorprendente octavo puesto con 35 puntos, siendo el 4.º piloto que más puntos sumó en las últimas 7 rondas del campeonato (29), más que Kimi Räikkönen, Heikki Kovalainen, Robert Kubica o Nick Heidfeld.

#### Red Bull (2009-2014)

##### 2009: En la pugna por el título
En la temporada 2009, Vettel pasa a la escudería Red Bull, que fabrica un monoplaza bastante competitivo. Pero Sebastian hace un mal comienzo al no marcar puntos en las 2 primeras carreras, Melbourne (el incidente con Robert Kubica a falta de 3 vueltas) y Sepang (por la suspensión de la carrera). En Shanghái, obtiene su primer triunfo en la temporada, sumando sus primeros puntos. En Sakhir, finaliza 2.º; y en el Gran Premio de España de 2009, acaba 4.º. En Mónaco, Vettel pierde el control de su monoplaza y abandona en las primeras vueltas. Pero en Estambul, vuelve a marcar puntos acabando 3.º; y en Silverstone, obtiene su segundo triunfo de la temporada.

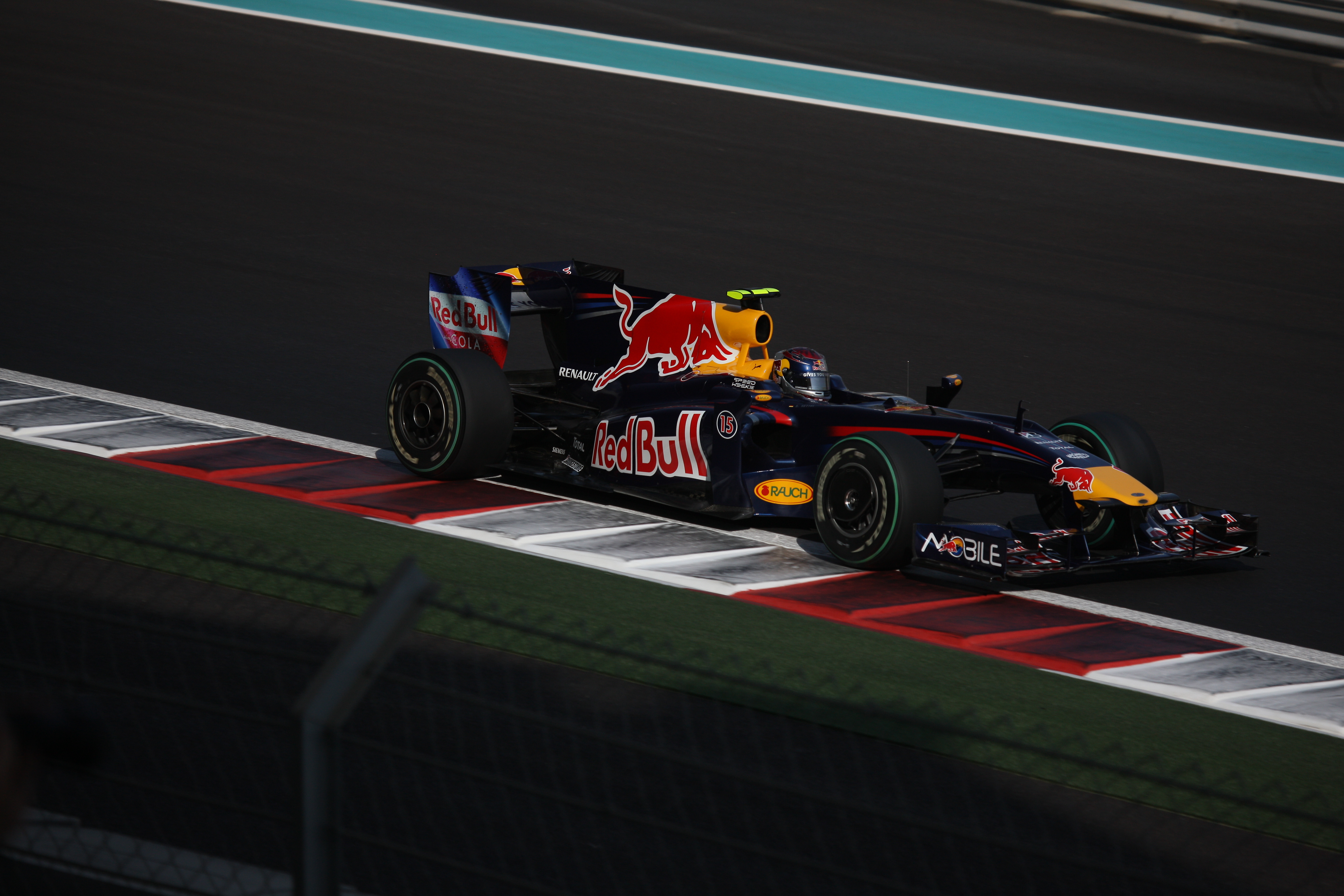
Sebastian Vettel, a bordo de su RB5, durante el Gran Premio de Abu Dabi, la última prueba puntuable del Campeonato del Mundo de 2009.

En Nurburgring, el alemán consigue otro podio al acabar 2.º; pero la mala suerte le regresa en Hungaroring y en Valencia, ya que un problema en la caja de cambios, le obligó a abandonar en ambas carreras. Pero en Spa, vuelve a obtener puntos y regresa al podio, acabando 3.º. No obstante, en Monza, realiza una floja carrera, marchando fuera de los puntos, aunque con el accidente de Hamilton terminó 8.º, teóricamente con pocas opciones de ser el piloto más joven en ser campeón del mundo. Sin embargo, en Singapur consigue ser 4.º a pesar de una sanción injusta y en Japón gana la carrera, apurando sus opciones de ganar el título. Pero en Brasil, clasifica en un amargo 15.º, y pese a remontar en carrera y finalizar 4.º, Jenson Button se proclamó por primera vez campeón mundial al acabar 5.º. Terminar por delante de Button no impidió que el británico fuera campeón a falta de una carrera. Sin embargo, Vettel logró ser subcampeón en la última carrera. Salió 2.º, pero con el abandono de Hamilton ganó la carrera, cerrando una gran temporada con 84 unidades en su casillero.
Sin duda 2009 será, para Sebastian Vettel, el año que marcó su despegue hacia los grandes. Gracias a un monoplaza excelente y a su brillante posición como subcampeón del Mundo (el más joven de la historia en lograrlo), tanto él como su equipo tratarán de dar otro paso adelante en 2010.

##### 2010: Primera vez líder del Mundial, Primer Campeonato del Mundo de Fórmula 1

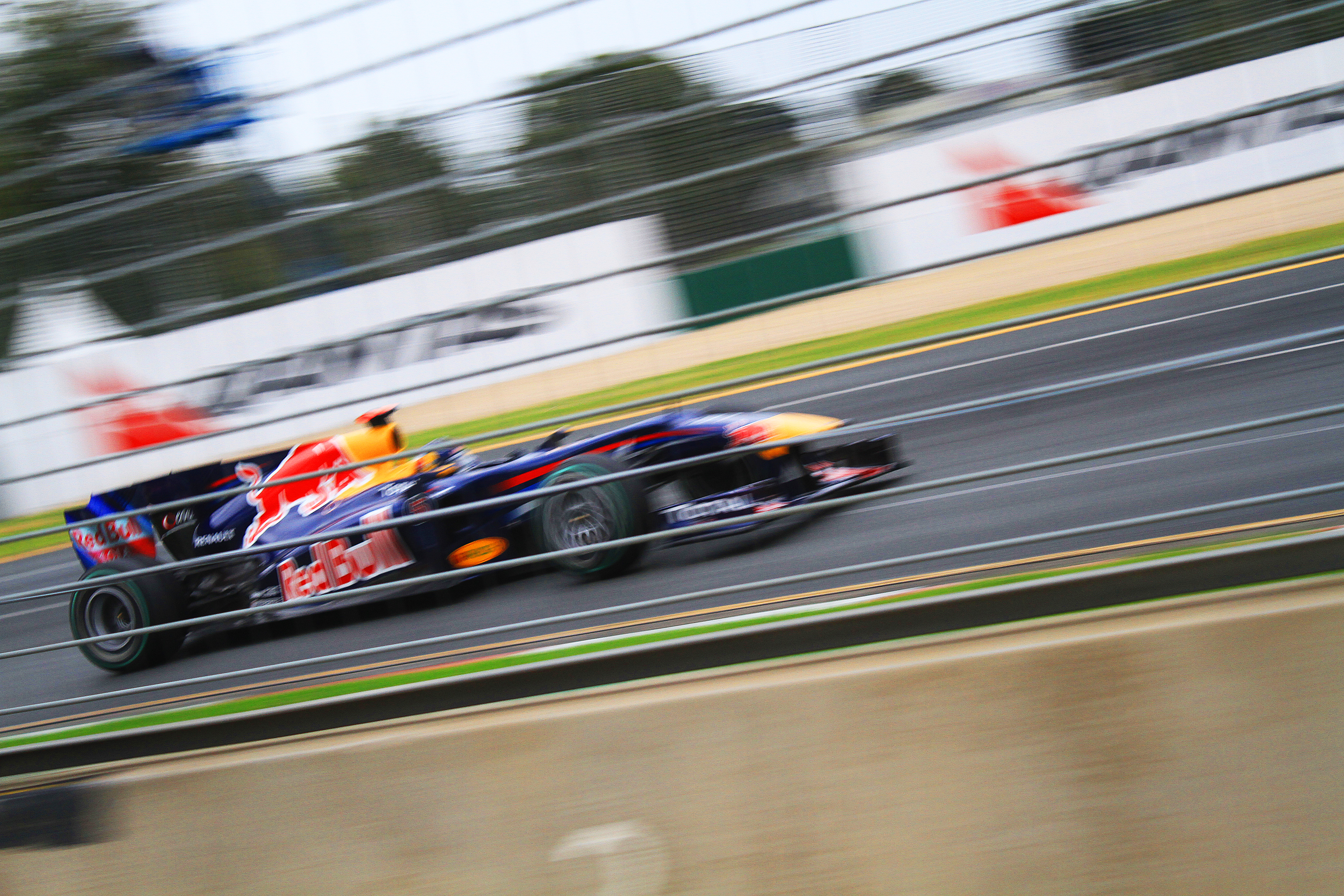
El joven piloto alemán arrancó la temporada de manera excepcional con dos poles seguidas en Bahrain y Melbourne, pero no pudo acabar en el podio en ninguna de estas carreras por averías mecánicas que le privaron de muchos puntos.

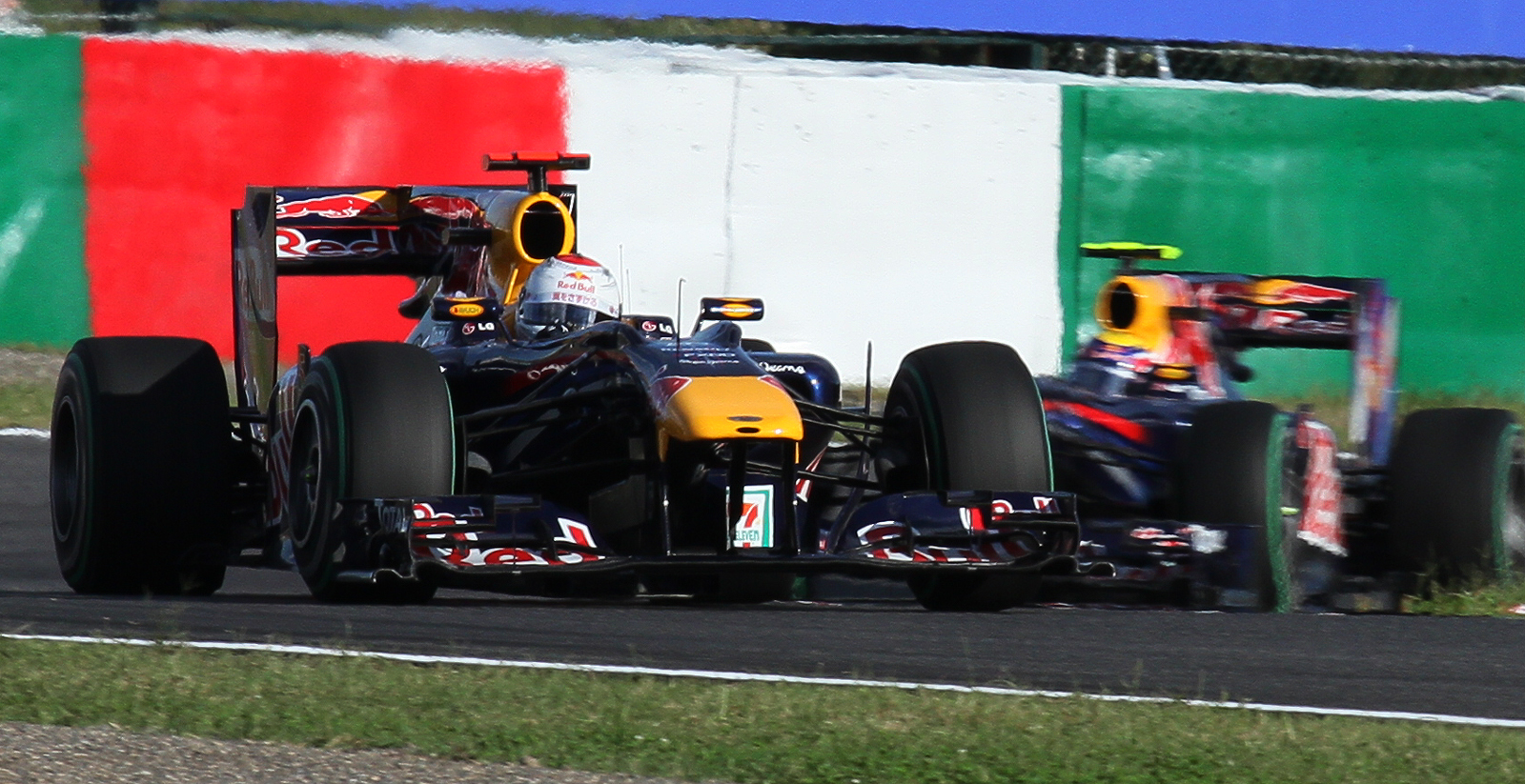
Sebastian justo por delante de su compañero de equipo en el Gran Premio de Japón, en el que se alzó con la pole position y la victoria en un mismo día.

Vettel consiguió en esta temporada de 2010 el primer título mundial de su carrera, además es el piloto más joven en ganar un mundial con 23 años y 154 días superando a Lewis Hamilton y, lo demostró en Baréin al obtener la pole position superando a los pilotos de Ferrari. En carrera, Vettel mantiene la 1ª posición hasta la vuelta 34 cuando un problema con una bujía hizo que bajara el ritmo del monoplaza y no pudo defenderse de los Ferrari ni de Lewis Hamilton, mientras Nico Rosberg estuvo cerca de quitarle la 4.ª posición, pero Sebastian aguantó a su compatriota y acabó 4.º. Tras cruzar la línea de meta, dejó su RB6 a un lado. En Melbourne logra su segunda pole del año. Durante la carrera, en la salida, mantiene la primera posición rodando con la pista medio mojada y con neumáticos intermedios, pero en la vuelta 25 un problema en los frenos le obliga a abandonar.

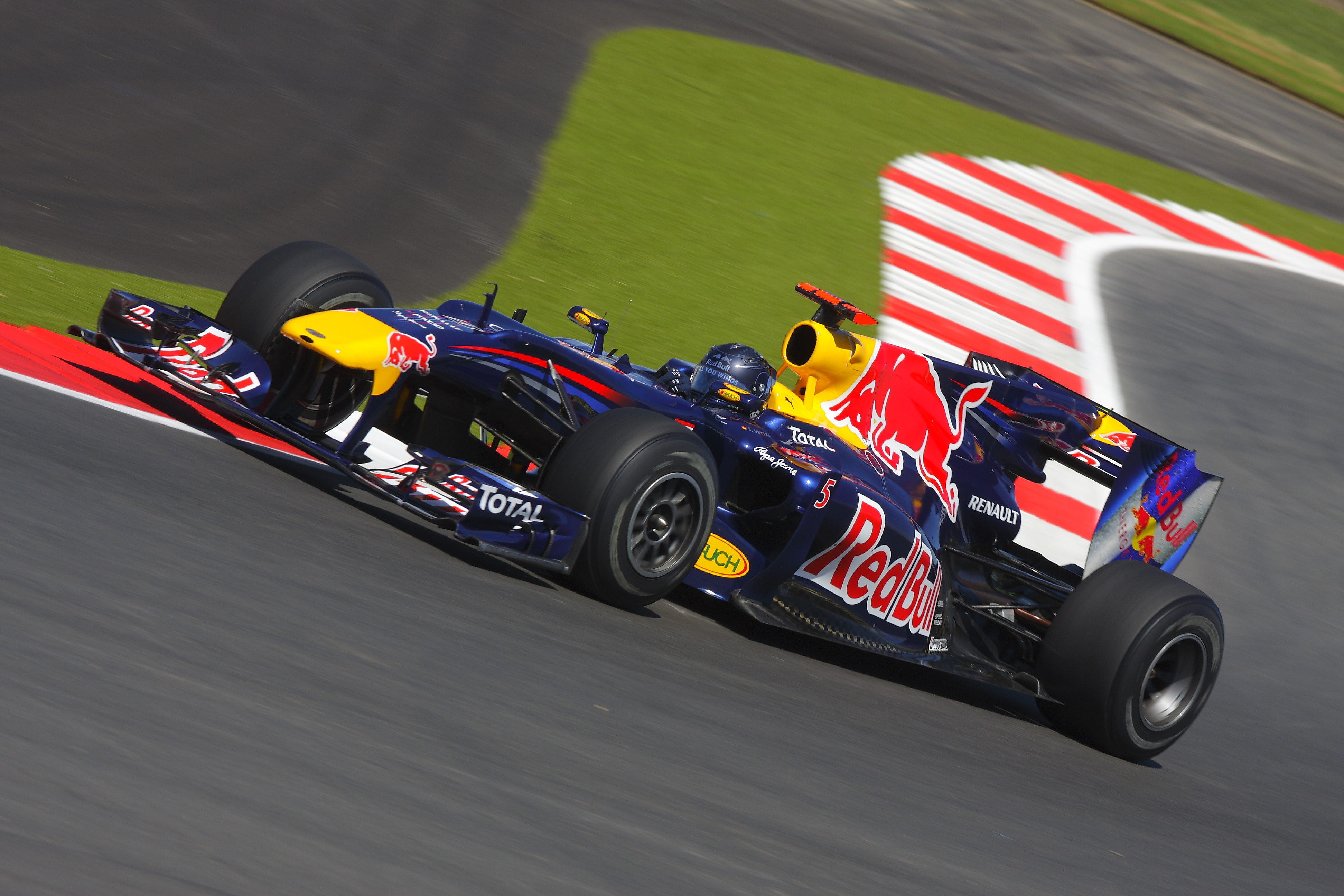
Sebastian Vettel recorriendo el trazado de Silverstone, en el que tras sufrir un pinchazo y bajar a la última posición, finalizó la carrera como séptimo clasificado.

Tras dos amargas carreras, al fin logra Vettel su tan ansiado primer triunfo de la temporada en el GP de Malasia, donde tras haber clasificado en segunda posición (por detrás de su compañero Mark Webber) logró imponerse al australiano en la salida y reubicar de esa forma la supuesta superioridad de su RB6 en el comienzo de la temporada. En Shanghái, Sebastian lograría su tercera pole en cuatro carreras, pero en una carrera loca marcada por la lluvia el joven piloto alemán no pudo superar la 6.ª posición.
En Montmeló, arranca 2.º y en la primera curva trata de adelantar a Webber y este le obliga a pasar por el pasto tapándolo y en la parada en boxes es adelantado por Hamilton y luego mantiene la tercera posición pero un problema con los frenos le obliga a irse por fuera en la curva Moreneta y luego entra a su segunda parada, perdiendo su 3.º puesto en favor de Fernando Alonso pero recuperándolo tras el accidente de Hamilton. En Montecarlo, Sebastian clasifica 3.º por detrás de su compañero Mark Webber y de un sorprendente Robert Kubica. En la carrera, se juega el todo por el todo en la salida, pegándose todo lo posible al muro para adelantar al polaco en la salida. Tras una carrera loca en la que hubo varios autos de seguridad, Vettel termina 2.º detrás de Mark Webber y se situó colíder del mundial con 78 puntos, empatado con el australiano. Sin embargo, en Turquía los dos Red Bull se tocaron cuando Vettel intentaba pasar a Webber, lo que dejó al alemán fuera de carrera y al australiano tercero, liderando aún el campeonato. Ninguno de los dos pilotos aceptó la culpa.
Tras una discreta carrera en Canadá (4.º), Sebastian logró por primera vez en la temporada transformar una pole en victoria. Ocurriría en el Circuito urbano de Valencia, en un GP marcado por la polémica del adelantamiento de Lewis Hamilton al auto de seguridad tras el accidente de Webber con el Lotus de Kovalainen.
Tras ello, llegaron un 7.º en Silverstone y dos podios consecutivos, si bien es verdad que pudo haber ganado holgadamente el GP de Hungría de no haberse saltado el artículo 40.7 de la normativa de seguridad de la F1 (No dejar más de un espacio de 10 coches de distancia entre el safety car y el resto de pilotos).
En Spa-Francorchamps, Vettel realizó una de sus peores carreras del año, tras acabar 15.º después de terminar con la carrera de Jenson Button y de haberse tocado con Adrian Sutil un par de vueltas después que le provocarían un "drive-trough". Tras ello, Vettel logró un gran resultado en Monza (4.º) a raíz de la gran estrategia de su equipo, que le mantuvo en pista 52 de las 53 vueltas del GP con las gomas blandas. Bajo los focos nocturnos de Singapur, Vettel realizó una de sus mejores carreras, siendo el único piloto capaz de aguantar a Fernando Alonso durante toda la carrera, concluyendo a 0.232 segundos del piloto asturiano (el 3.º, Webber, acabó a más de 29 segundos de ambos).

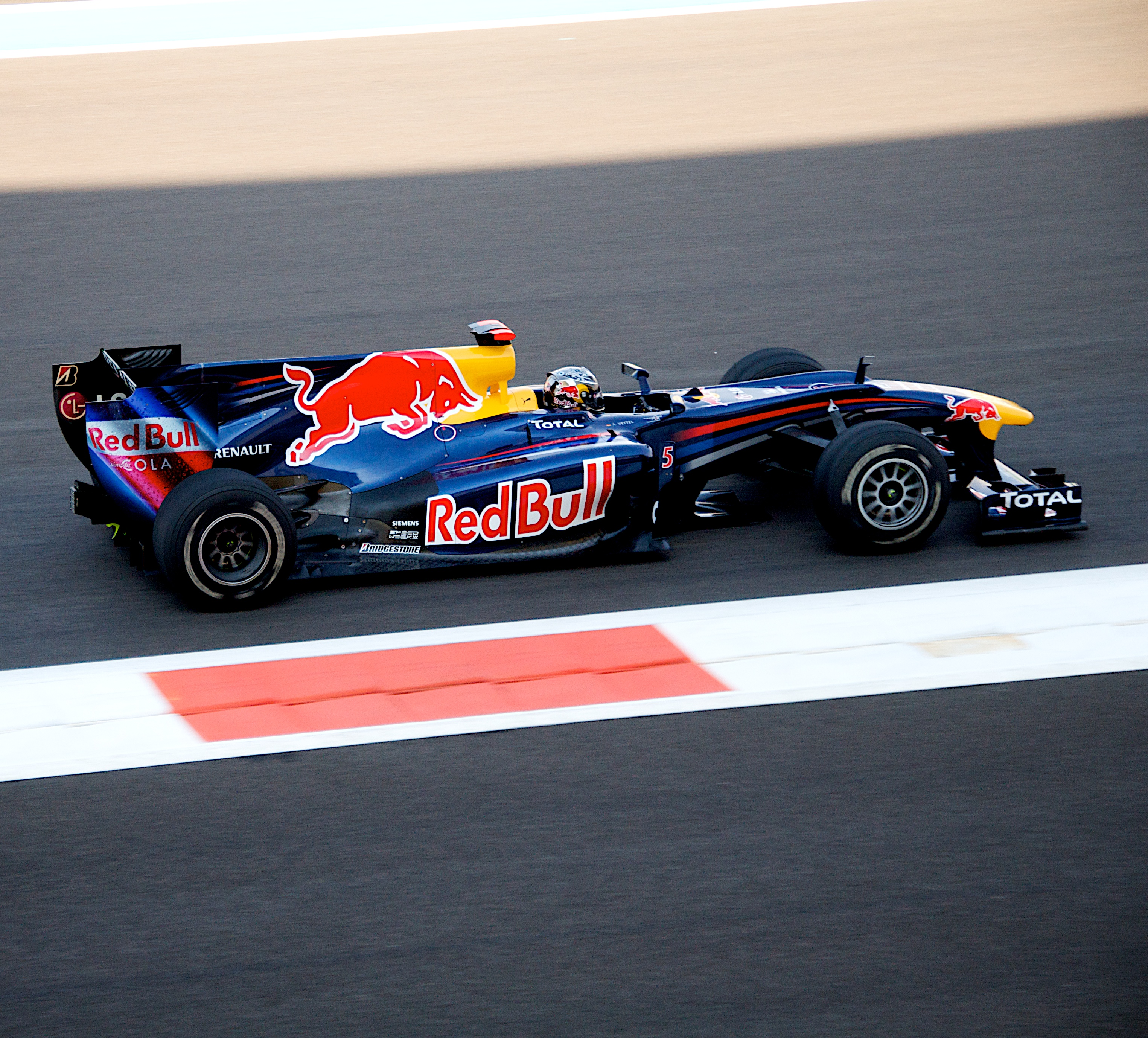
Sebastian Vettel a bordo de su RB6 en el Gran Premio de Abu Dabi 2010, donde se consagró como el campeón más joven de la historia de la Fórmula 1.

En Suzuka, Vettel, al igual que todos los pilotos, vivió una situación anormal al haberse disputado tanto la clasificación como la carrera en domingo, tras un diluvio causado por un tifón el sábado. Sin embargo, esta anécdota no impide que el joven alemán de Red Bull se marque el que ha sido su mejor (hasta ahora) GP, con pole y victoria (quitándole Webber la vuelta rápida en el último giro). Esta victoria le sirvió a Sebastian para escalar hasta el tercer puesto de la general, empatado con Alonso a 206 puntos. Tras esta cita, llegó el esperado debut del Corea del Sur, donde los principales candidatos al título tenían muy buenas expectativas. Para Vettel fue así durante 25 vueltas, las que transcurrieron entre el abandono de Mark Webber y el suyo, ya que, durante esas 25 vueltas, fue líder del mundial. Sin embargo, una desafortunada rotura de motor le dejó tirado y 4.º del mundial, a 25 puntos del líder Fernando Alonso. 15 días más tarde, en Brasil, Vettel se rehace tras ser 2.º en parrilla y ganando la carrera, recortándole 10 puntos al líder Fernando Alonso y conservando, aunque pocas, opciones para llevarse el campeonato, estando 3.º con 231 puntos, a 6 de Webber y a 15 de Alonso.
Finalmente, el domingo 14 de noviembre de 2010, Sebastian logra la victoria en el Gran Premio de Abu Dabi, tras haber conseguido la pole position ese mismo fin de semana. Un decisivo auto de seguridad, y la imposibilidad de Fernando Alonso de superar en pista al Renault de Vitaly Petrov, hizo que no pudiera ascender al cuarto puesto que anularía la victoria del alemán. Pese a ser el tercero que menos opciones al título tenía, se convierte en el piloto más joven en conseguir el campeonato mundial de Fórmula 1, siendo además, el tercero después de John Surtees y James Hunt que consigue ganarlo sin liderarlo en todo el transcurso de la temporada.

##### 2011: La confirmación, de nuevo campeón del mundo
Para la temporada 2011 de Fórmula 1, se confirma la continuación del joven piloto alemán en la escudería Red Bull Racing, a pesar de algunos rumores que surgieron de que podría haber abandonado la escudería austríaca.

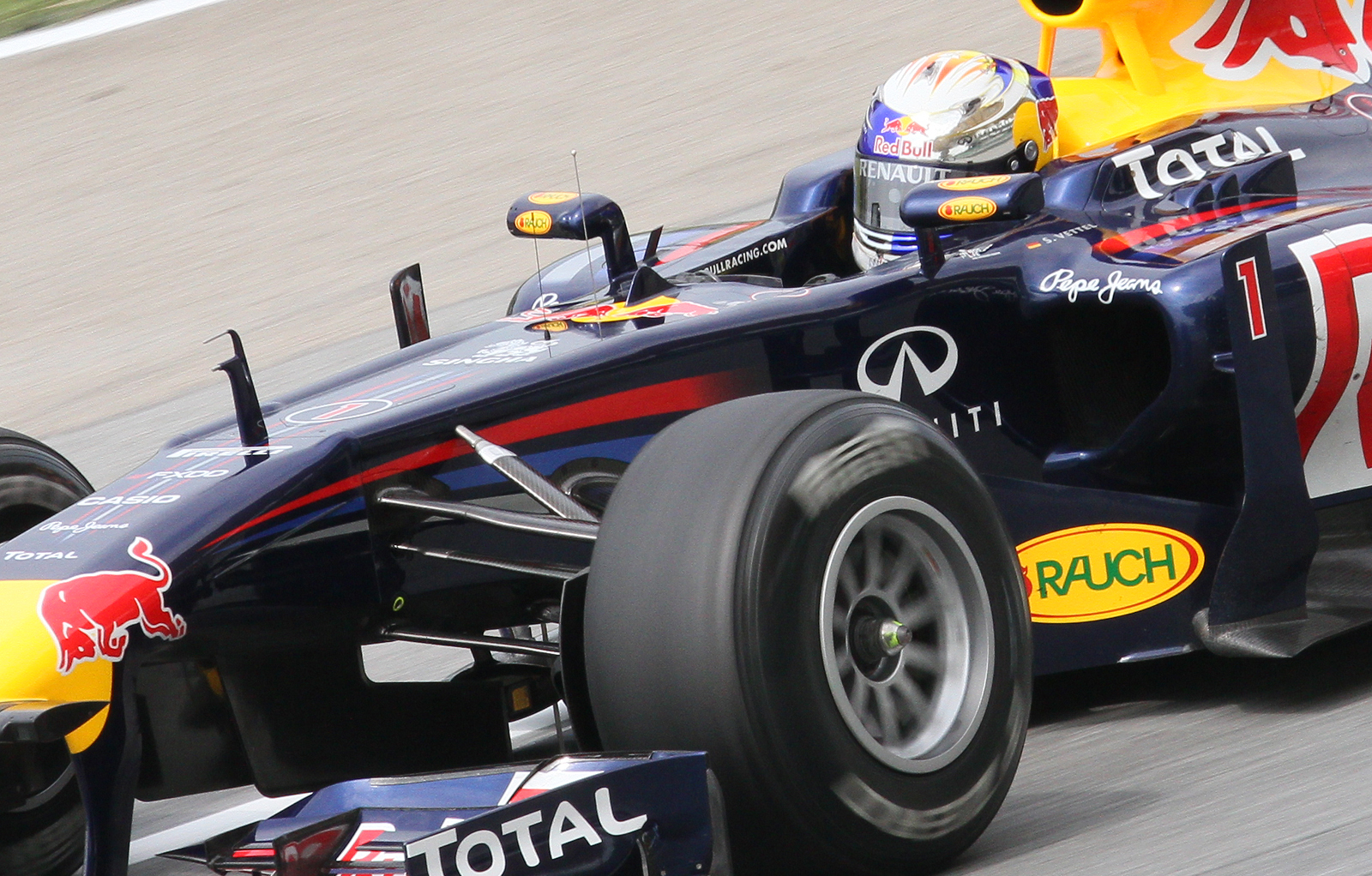
Tras lograr la victoria en Australia, Sebastian repitió triunfo en Sepang para asegurar un arranque de campeonato perfecto.

 Tras unos test de pretemporada bastante buenos para su equipo, Vettel, al igual que los 23 pilotos restantes de la parrilla, debutan esta temporada en el circuito de Albert Park de Melbourne en lugar de en Baréin (debido a un conflicto nacional que impidió la disputa de este GP en su fecha) logrando, además, la pole y la victoria, empezando el mundial como acabó el anterior: liderando. En la segunda carrera del mundial también consigue la pole y la victoria pero esta vez con más dificultades. En el GP de China vuelve a hacer la pole, pero la estrategia a 3 paradas beneficia a Hamilton que en un emocionante final de carrera adelanta al alemán y le arrebata una carrera por primera vez en la temporada. Tras esto encadena otras tres victorias en los GP de Turquía, España y el prestigioso Mónaco. En Canadá vuelve a conseguir el tiempo más rápido en clasificación, convirtiéndose en el 2.º piloto en activo tras Schumacher con más poles en su haber. En carrera domina con claridad en unas condiciones muy complicadas, bajo una lluvia fuerte, varios safety cars e incluso una suspensión. Sin embargo hacia el final de la misma, una vez se había hecho carril, Jenson Button -que venía de hacer una remontada histórica- le empieza a presionar; Vettel trata aumentar el ritmo, frena sobre la zona mojada y pierde el control del coche, cruzando la línea de meta finalmente 2.º. Fue el único error que cometió en toda la temporada, y cabe destacar que Sebastian estaba administrando su cómoda ventaja pero el equipo no le avisó de la amenaza que suponía Button hasta que el inglés se le había echado encima. En el GP de Europa en Valencia arrasa con todo, consigue la pole, la vuelta rápida y la victoria; logrando así el segundo "hat-trick" de su carrera y afianzándose como líder destacado del mundial. Fue además la 6.ª victoria de la temporada, superando su mejor marca de 5 conseguida el año de su primer título.
En el Gran Premio de Gran Bretaña, tras toda la polémica que se desató respecto a la limitación de los difusores soplado en retención, Sebastian Vettel se clasificó 2.º, a escasas 32 milésimas de su compañero Mark Webber. Era la 2.ª vez que no lograba la pole esa temporada; no obstante, mantenía el pleno de primeras líneas y ya elevaba la racha a 14, 5.ª mejor marca de la historia. La carrera comenzó con la pista parcialmente mojada debido a la ligera lluvia que cayó unos minutos antes. Vettel arrancó muy bien y se puso 1.º en la salida. Durante las primeras vuelta rodó a un gran ritmo: en apenas 7 vueltas ya le sacaba 8 segundos a su más inmediato perseguidor. Sebastian fue controlando la ventaja hasta que en la 2.ª parada, sus mecánicos cometieron un error que costó mucho tiempo al alemán y le relegó a la 3.ª posición. Adelantó el tercer paso por boxes para deshacerse del McLaren de Lewis Hamilton, pero el Ferrari 150º Italia había mostrado una gran superioridad cuando la pista se secó y la distancia era ya insalvable, finalizando así Vettel en la 2.ª posición. No obstante, tras la retirada de Jenson Button, aumentó su ventaja al frente del mundial hasta los 80 puntos sobre su ahora máximo perseguidor y compañero, el australiano Mark Webber.

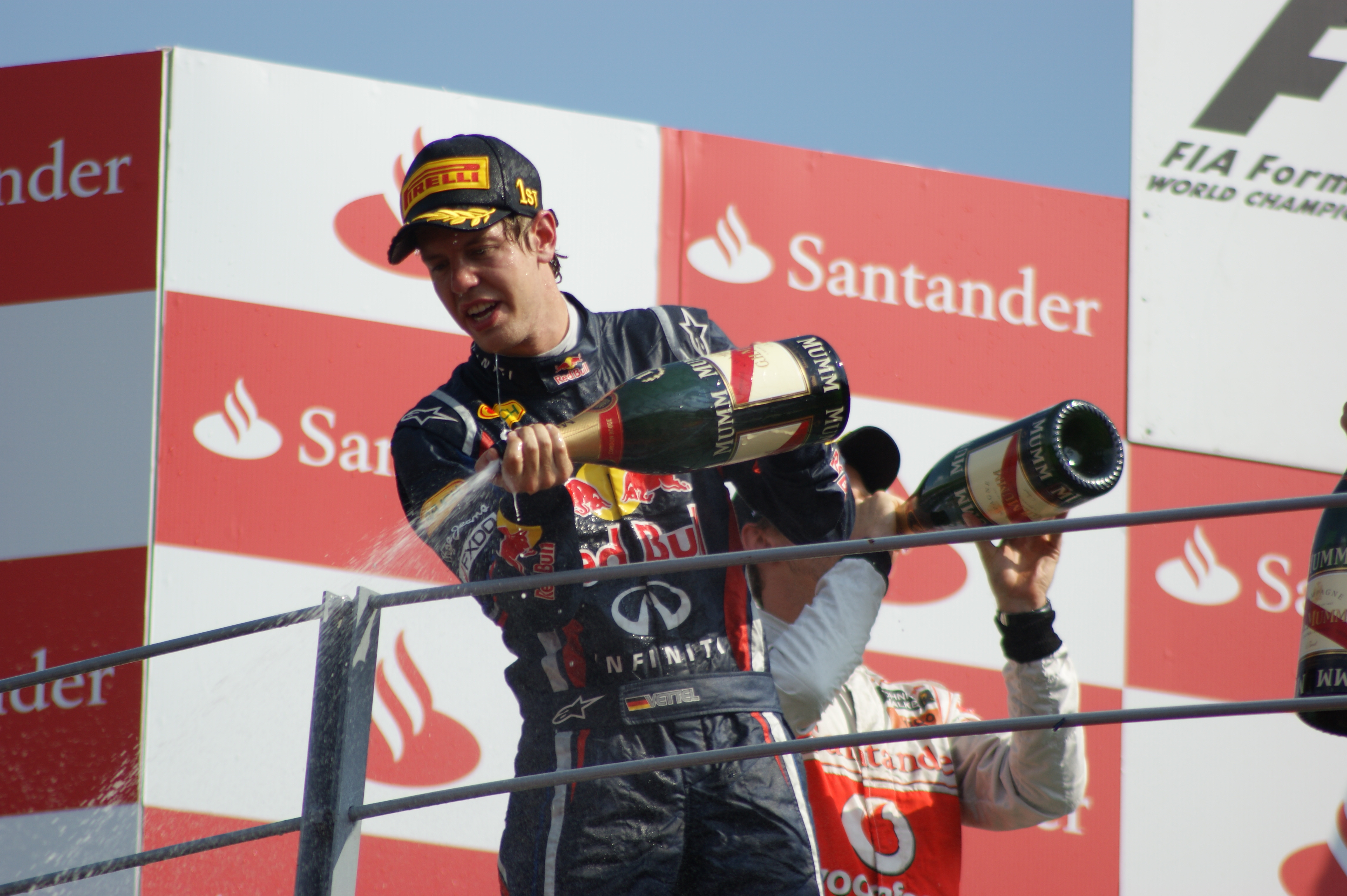
Vettel en el podio del Gran Premio de Italia, como ganador de la carrera.

En el GP de su casa Sebastian Vettel tuvo un fin de semana complicado: el sábado se clasificó 3.º, cortando así la racha de primeras líneas que llevaba. En la salida fue adelantado por Fernando Alonso, y luego de un trompo durante los primeros compases de la prueba, se distanció mucho del trío de cabeza (formado por Hamilton, Webber y Alonso) y dejó sus neumáticos en un estado precario, lo que le llevó a ser adelantado por Felipe Massa poco después. Detrás del brasileño permaneció hasta la última vuelta de carrera, cuando ambos entraron a cambiar neumáticos. Vettel realizó una gran frenada en la entrada a boxes lo que junto a un gran trabajo de sus mecánicos le permitió sobrepasar al piloto de Ferrari y conseguir la 4.ª posición. Fue la primera vez en la temporada que quedaba fuera del podio; no obstante, su ventaja seguía siendo grande (77 puntos frente a Webber). En tan sólo una semana, en Budapest, Sebastian se quitó la presión que parecía tener con una nueva pole, y ya en carrera logró un nuevo podio al finalizar en segunda posición en condiciones difíciles. Con esto, llega el parón del verano. Después de las vacaciones, la siguiente prueba se da cita en Bélgica, en el famoso circuito de Spa-Francorchaps, el más largo y técnico del Campeonato. El piloto número uno de Red Bull fue fiel a sí mismo. Serio, responsable y tenaz, mantuvo el tipo en una prueba en la que se alternaron (10 veces) las posiciones de cabeza. Nada le apartó de su objetivo, y completó una de sus mejores carreras en Fórmula 1. Semanas después en Monza, logró la primera victoria de los "toros rojos" en Italia, completando además un adelantamiento con dos ruedas en la hierba y por el exterior de la Curva Grande a Fernando Alonso.

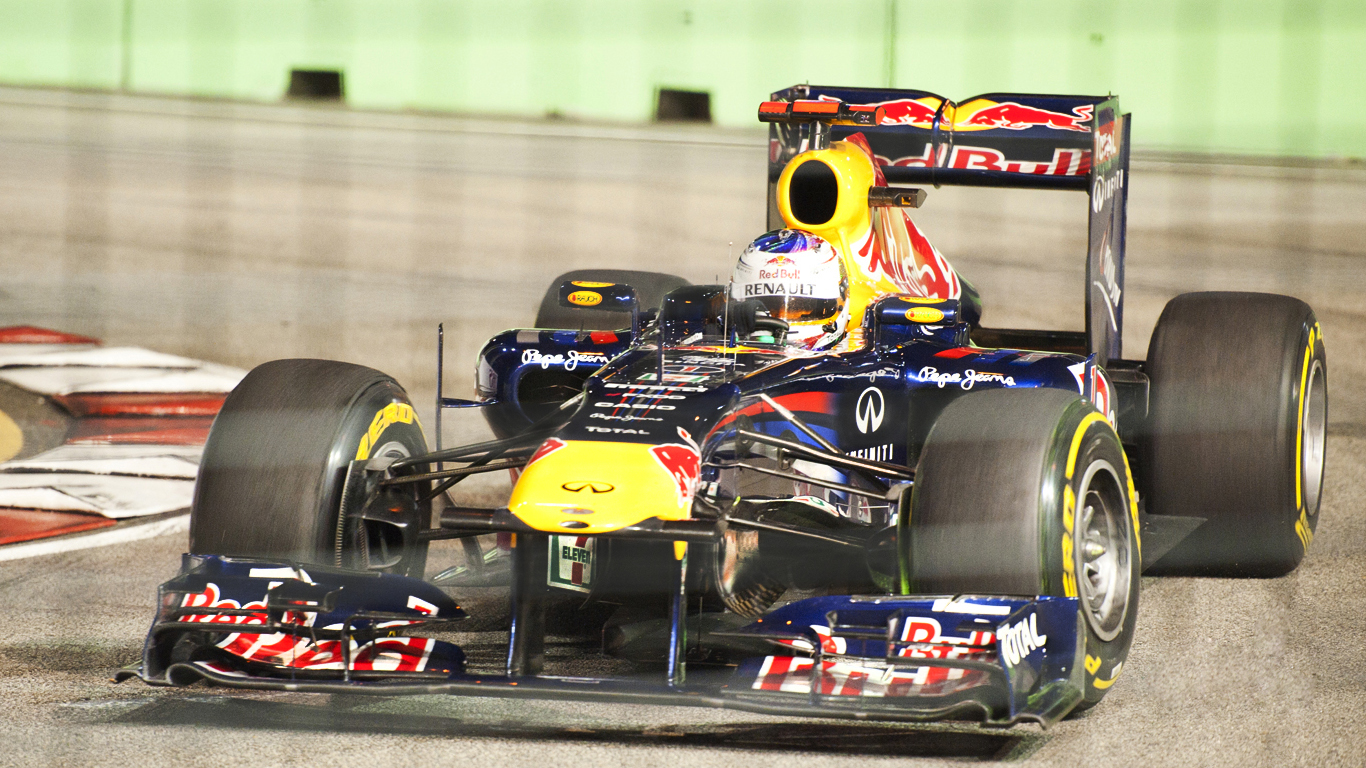
Sebastian se quedó a un solo punto del campeonato al conseguir su primera victoria en Singapur, la prueba nocturna. Todo se decidiría en Suzuka.

En la noche de Singapur, el Gran Premio más exótico y extraño del campeonato, Sebastian conquistó de nuevo la victoria en el trazado urbano de Marina Bay quedándose a tan sólo un punto de ser Campeón del Mundo. Con esta primera posición consiguió además ganar todos los Grandes Premios urbanos del calendario (Mónaco, Valencia y Singapur).
Sebastian Vettel se convirtió en el bicampeón más joven de la historia de la Fórmula 1 dos semanas más tarde, con 24 años, 3 meses y 7 días, arrebatando el récord a Fernando Alonso. Lo consigue gracias a su tercer puesto en el Gran Premio de Japón de 2011, que ganó Jenson Button. Aun así, con el título en el bolsillo, Vettel demostró su coraje en Corea del Sur. Pese a perder el sábado el monopolio de Pole Positions de su RB7, adelantó a Lewis Hamilton en la curva 4, tuvo un ritmo sensacional (confirmado con la vuelta rápida en el último giro) y gracias a su décima victoria de la temporada y al tercer puesto de su compañero Mark Webber, Red Bull Racing se coronó como Campeón Mundial de Constructores.
El idilio con la victoria continuó en la primera edición del Gran Premio de India. Sebastian Vettel consiguió su primer Grand Chelem al obtener en el circuito de Buddh la Pole, la victoria, la vuelta rápida y el liderato en todas las vueltas de la carrera. Tras el fin de semana más perfecto de Vettel, llegó la primera decepción del año en Abu Dabi, el circuito donde se proclamó campeón del mundo. Igualó el récord de pole positions de Nigel Mansell en una temporada al conseguir su decimocuarta en Yas Marina. Pero el domingo, tras una excepcional salida, el neumático trasero derecho se hizo añicos forzando el primer abandono del alemán en esta campaña.
Finalmente, Vettel logra una nueva pole position en Interlagos, superando así el registro de poles de Nigel Mansell de 1992 (15 poles del alemán por 14 del británico), si bien es verdad que Vettel ha necesitado 19 GP y Mansell lo logró en 16. Ya en carrera, arranca perfecto y se escapa de Webber, pero leves problemas en la caja de cambios con la segunda y la tercera marcha le impiden lograr su 12.ª victoria, acabando 2.º detrás de su compañero Webber.

##### 2012: Remontada hacia el tricampeonato
Sebastian comienza la temporada con una buena actuación en Albert Park. Tras partir en sexta posición de parrilla, adelantó a Romain Grosjean en la salida y a Nico Rosberg por el exterior de la chicane Clark. Gracias al abandono de Michael Schumacher y al coche de seguridad consigue la segunda posición final en carrera. En Sepang, en una carrera marcada por la lluvia, Vettel rueda en una cómoda cuarta posición. En mitad de su persecución a Lewis Hamilton por el podio, Narain Karthikeyan roza al Red Bull RB8 del alemán causándole un pinchazo y dejando al campeón fuera de la zona de puntos.

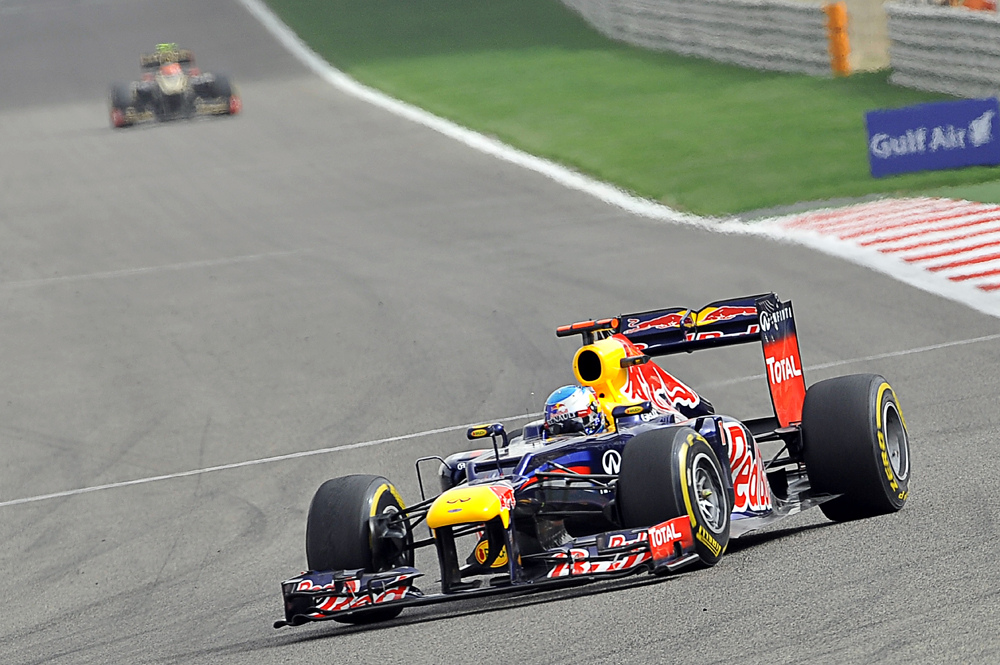
Sebastian Vettel en primer plano con el Lotus de Grosjean detrás en Bahráin.

En China, Sebastian realiza una mala sesión de clasificación. Gracias a la buena estrategia de su equipo, consigue llegar a la quinta posición, salvando unos buenos puntos para el Campeonato. En la siguiente ronda, la carrera del desierto, el Gran Premio de Baréin, Vettel logra la primera pole position de la temporada y la convierte en victoria al día siguiente gracias a una buena gestión del KERS ante los ataques de Kimi Räikkönen y su Lotus E20.
En las siguientes 3 carreras, Vettel logra mantenerse en las posiciones de puntos, rozando el podio en Montecarlo y Canadá. En Valencia iba camino de una cómoda victoria que se esfumó primero por la salida del coche de seguridad y luego por una avería en el alternador de su motor. Sebastian consigue volver al cajón al finalizar en 3.ª plaza en Silverstone. Es quinto en Hockenheimring, tras una sanción por adelantar a Button por fuera de la pista, y tras el 4.º puesto en Hungría se queda a 42 puntos del líder del Mundial, Fernando Alonso.
En Bélgica, Vettel no pudo pasar a la Q3, pero en carrera remontó con diversos adelantamientos hasta la segunda posición, por detrás de Button. El RB8 rinde especialmente mal en Monza, pero consiguió alinearse 5.º en parrilla. Tras un drive through por cerrar a Alonso en una maniobra de adelantamiento, marchaba 6.º a la caza de Kimi Räikkönen cuando el alternador de su bólido, al igual que en la tercera sesión libre, le hizo parar a un lado y abandonar la carrera, cayendo al 3.º puesto del Mundial a 39 puntos de distancia de Alonso.

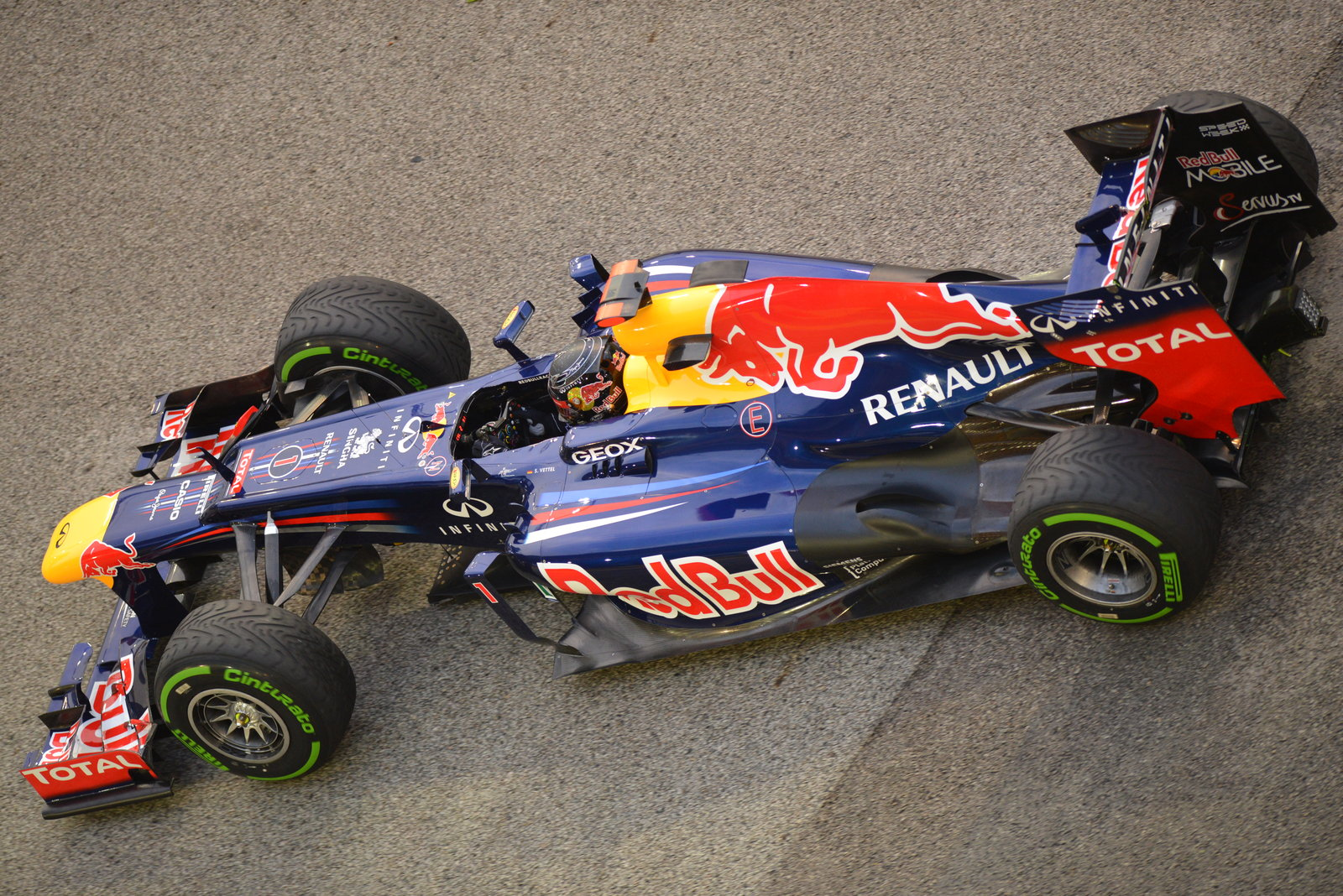
El piloto alemán comenzó su remontada en el Gran Premio de Singapur, en el que logró su segunda victoria del año.

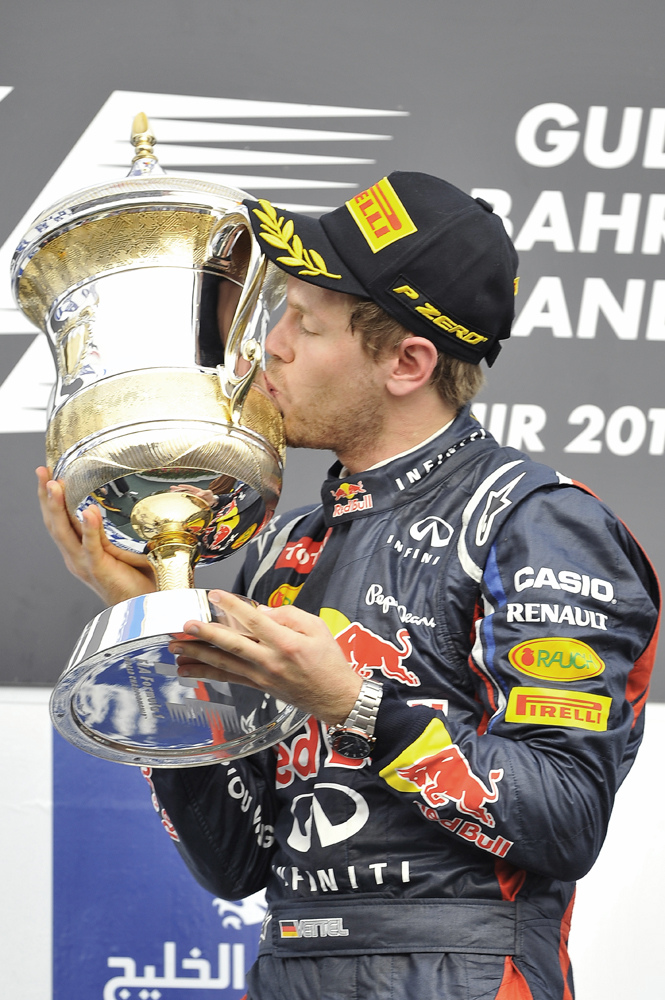
Sebastian Vettel con su trofeo de Bahráin.

En Singapur sale 3.º, pero adelanta en la salida a Pastor Maldonado y luego hereda el liderato tras el abandono de Hamilton, y finalmente gana la carrera.
Dos semanas después, un mejorado RB8 le permite conseguir el segundo Grand Chelem de su carrera deportiva en Suzuka; consigue la pole, la victoria y la vuelta rápida con una facilidad inusitada, y con el abandono de Alonso se queda segundo a sólo 4 puntos del asturiano en el campeonato de pilotos.
Una semana después en Corea, Vettel se postuló como principal candidato a la victoria después de dominar los terceros entrenamientos libres y gran parte de la clasificatoria hasta el momento decisivo donde una mala comunicación con el box de su equipo, impidió que le avisaran de la cercanía con Felipe Massa en su vuelta lanzada, por lo cual le estorbó. Esto permitió a Webber hacerse con la pole position logrando la número 200 para los motores Renault en la Fórmula 1. Vettel se clasificó segundo logrando también el primer 1-2 en la parrilla de salida para un equipo en la temporada. El día de la carrera Vettel hizo una excelente salida desde el lado sucio de la pista para adelantar a su compañero de equipo, lo cual le permitió ganar con total comodidad la carrera impulsándolo al liderato del campeonato por seis puntos por delante de Fernando Alonso que terminó tercero tras un gran ritmo de carrera con el Ferrari pero insuficiente para darle caza a Webber. Dos semanas después, en el Gran Premio de la India, Vettel consigue su cuarta victoria consecutiva, en esta ocasión largando desde la pole position. Su racha se cortaría en el Gran Premio de Abu Dabi, en la clasificación terminó tercero detrás de su compañero Mark Webber y Lewis Hamilton el ganador de la pole position. Vettel fue descalificado en la clasificación por no tener suficiente combustible en el tanque y largo desde boxes último. Luego de una gran remontada en la carrera con muchos altibajos e incidentes, obtuvo un tercer puesto en la carrera por detrás de Alonso y Kimi Räikkönen. Semanas después en el nuevo Circuito de las Américas, el alemán consiguió una nueva pole y sólo Lewis Hamilton fue capaz de hacerle sombra y arrebatarle la victoria en Texas. Aun así, Vettel consiguió un valioso podio justo por delante de su rival Fernando Alonso. Con una distancia de 13 puntos encaró a la última carrera del año.
Finalmente Vettel ganó su tercer campeonato de Fórmula 1 en el Gran Premio de Brasil disputado en el circuito de Interlagos en una carrera agónica en la que terminó en sexta posición, quedando tres puntos por delante del español Fernando Alonso en la clasificación general.

##### 2013: Tetracampeonato y más récords

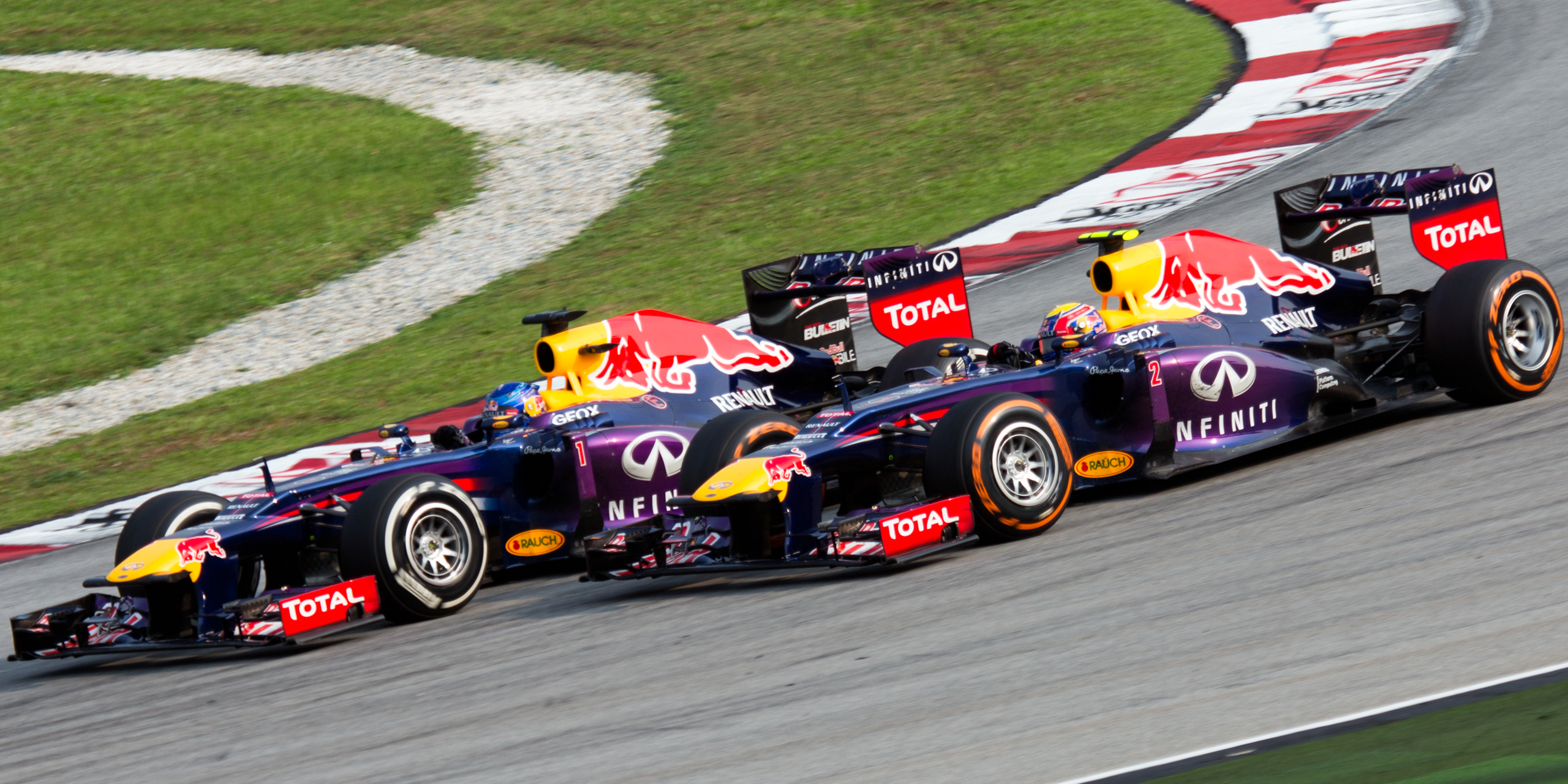
La polémica y espectacular batalla de los dos toros en el circuito de Sepang.

Sebastian hizo gala de su número uno en el morro y comenzó la temporada de forma fantástica con una pole position en Melbourne. Sin embargo, la falta de ritmo del RB9 en carrera y la extrema degradación de neumáticos Pirelli le relegaron al tercer puesto del cajón, por detrás de Fernando Alonso y Kimi Räikkönen. Una semana después, en Malasia, Vettel se anotó un triunfo polémico, dado que adelantó a su compañero de equipo Mark Webber tras la última parada en boxes de ambos desobedeciendo unas órdenes de equipo que obligaban a los pilotos de la escudería a mantener la posición. Partiendo desde la pole, conseguida el día anterior bajo la lluvia, Sebastian perdió tras su primera parada la posición con Mark Webber. Durante la carrera, tuvo que recuperar en pista la segunda plaza a un Lewis Hamilton que adelantó su parada forzando un stint más corto del germano. Finalmente, Vettel salió pegado al australiano después de su última parada en el garaje y, haciendo uso de unas gomas más blandas y del DRS colocó su RB9 en paralelo con el de su compañero a escasos centímetros del muro de boxes. Mark aguantó la posición por el exterior de la curva 1 y recuperó efímeramente el liderato hasta que el alemán completó la maniobra por el exterior de la curva 3 del circuito malayo. Después de hablarlo, Sebastian se disculpó con el propio Webber, con el equipo y admitió su error. Error que, por otra parte, evidenció las ganas del germano de ganar su cuarto título.
En la siguiente cita del calendario, en China, Vettel cometió un error en clasificación que le dejó en la novena posición. Optó por montar neumático duro tras comprobar que no tenían ritmo para lograr la pole position. Tras una carrera muy correcta, quedó a las puertas del podio tras una agónica persecución a Lewis Hamilton con gomas nuevas. Fue en el GP de Baréin donde el alemán cosechó su segunda victoria de la temporada. Con unas primeras vueltas fenomenales, consiguió ponerse en cabeza tras adelantar a Alonso y a Rosberg para no abandonar esa plaza. Räikkönen y Grosjean le acompañaron en el cajón tras una avería en el DRS del F138 de Fernando, repitiendo el mismo podio del año anterior. Montmeló, sede del Gran Premio de España de Fórmula 1, no fue un fin de semana sencillo para Sebastian. Durante los entrenos se comprobó cómo su RB9 destrozaba los neumáticos impidiéndole mantener un ritmo fuerte y constante de cara a la carrera del domingo. En la jornada de clasificación fue de nuevo el que más cerca estuvo de los Mercedes, mas el domingo no tuvo opción ante los Ferrari de Alonso y Massa y el Lotus de Räikkönen con lo que repitió el cuarto puesto que ya logró esta temporada en Shanghái. Dos semanas más tarde el Gran Circo llegaba a Montecarlo, circuito urbano por excelencia del Mundial. Los Mercedes, con Nico Rosberg de nuevo a la cabeza, fueron los más rápidos en clasificación. Sebastian, a 0.104 segundos de la pole position en el circuito más difícil para realizar maniobras de adelantamiento del Mundial, se vio beneficiado por la salida del coche de seguridad por un accidente de Felipe Massa para tomar la segunda posición de Lewis Hamilton. Realizó "por satisfacción" la vuelta rápida de carrera en el penúltimo giro de la carrera y certificó un nuevo podio con sus rivales por el mundial por detrás de la sexta posición. Con este resultado, el piloto consiguió alcanzar el medio centenar de podios en Fórmula 1.

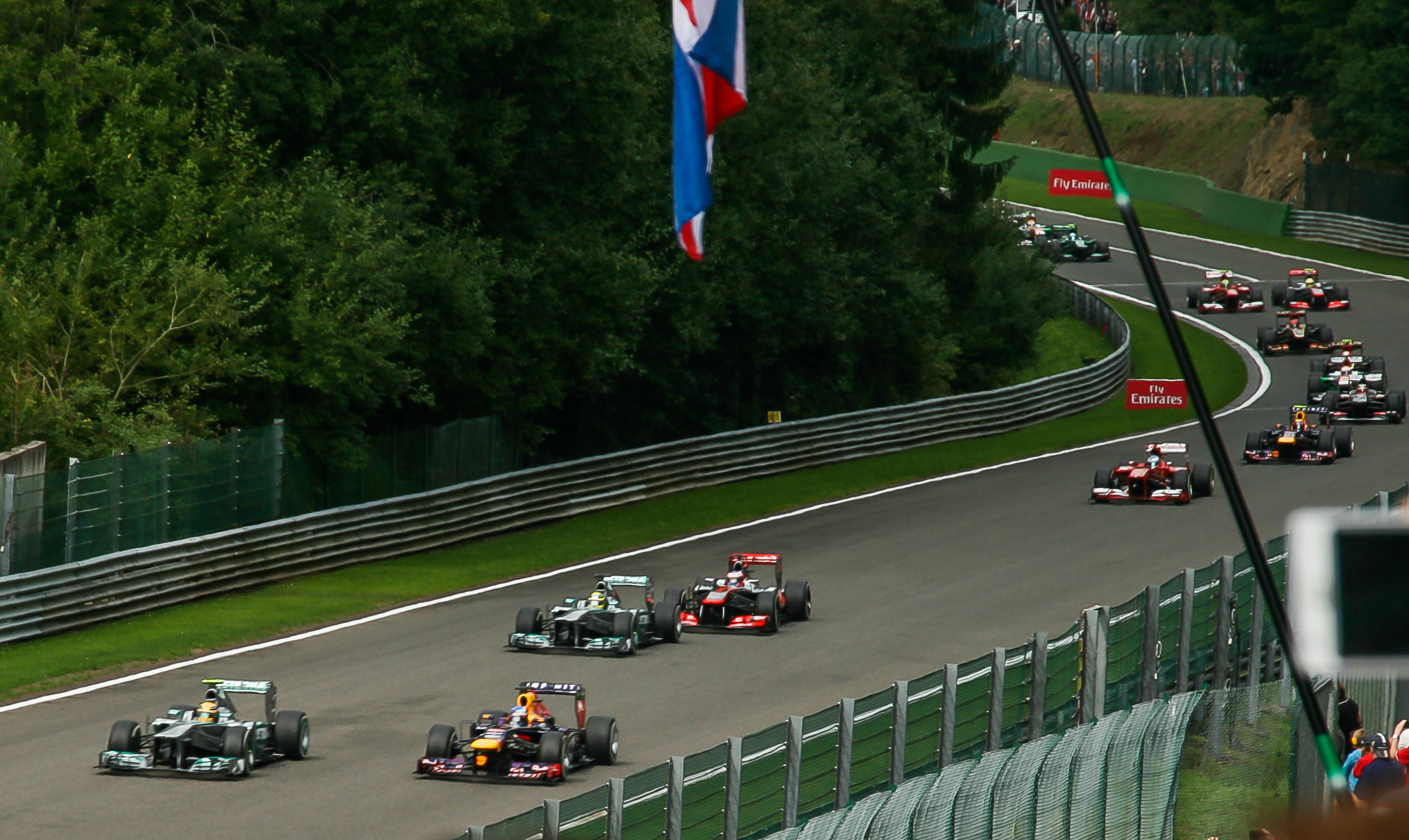
Sebastian Vettel adelanta a Lewis Hamilton en la salida y se escapa lanzado por la primera victoria de sus ya históricas nueve consecutivas.

El 11 de junio de 2013 renueva su contrato con Red Bull hasta final de 2015.

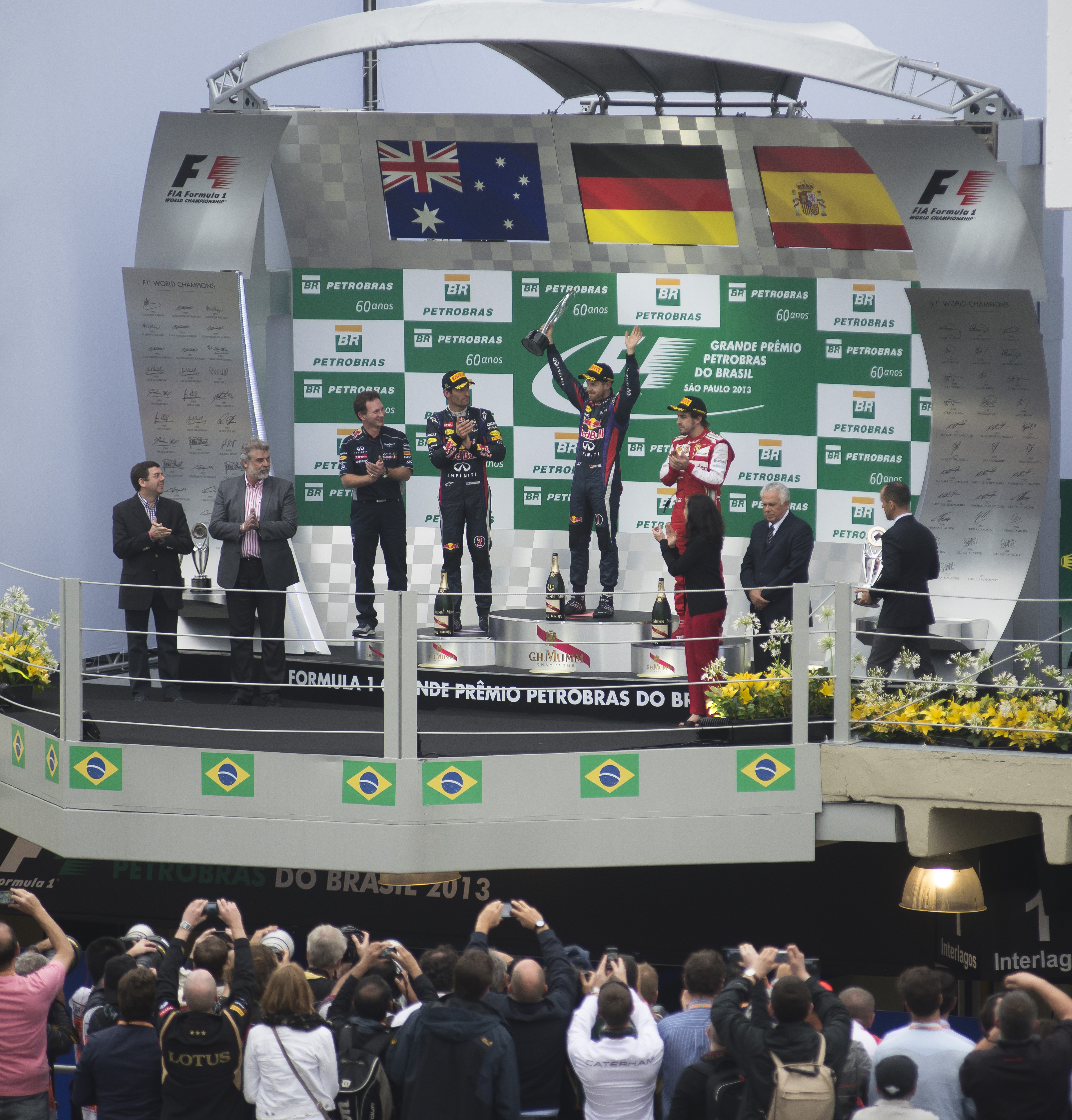
Sebastian Vettel en el podio del Gran Premio de Brasil 2013.

En el siguiente Gran Premio, Sebastian consiguió su primera victoria en Norteamérica ganando desde la pole (conseguida en mojado con una distancia mínima sobre el Mercedes de Lewis Hamilton) en el circuito Gilles Villeneuve de Montreal. Vuelta a tierras europeas, el piloto alemán no pudo repetir victoria en Silverstone debido a un problema en la caja de cambios de su RB9, que lo apartó de la carrera cuando iba en cabeza. Sin embargo, se resarció de este abandono en Nürburgring, donde tras una gran pelea estratégica, pudo contener a los Lotus de Räikkönen y Grosjean. Tras terminar tercero en el Gran Premio de Hungría y el receso de verano, Vettel gana todos los grandes premios desde Bélgica: Italia, Singapur, Corea y Japón.
Finalmente, Sebastian se proclamó matemáticamente campeón del mundo al vencer en el Gran Premio de la India, con 115 puntos de ventaja sobre Fernando Alonso, y una semana después ganó el Gran Premio de Abu Dabi. Luego logró un nuevo récord con su octava victoria consecutiva en el Gran Premio de los Estados Unidos y con esto supera a Michael Schumacher (2004) y a Alberto Ascari (1953) en ganar ocho grandes premios seguidos. En el Autódromo José Carlos Pace, Vettel consiguió la novena victoria consecutiva.

##### 2014: Última temporada en Red Bull. Complicado inicio en la era híbrida
El comienzo de la temporada 2014 de Fórmula 1, estuvo marcado por el cambio de reglamento y el cambio de compañero de equipo tras cuatro años con Mark Webber, siendo este nuevo Daniel Ricciardo. En la pretemporada, tanto en Jerez de la Frontera como en Baréin, ambos coches tienen problemas mecánicos y consiguen rodar pocas vueltas.

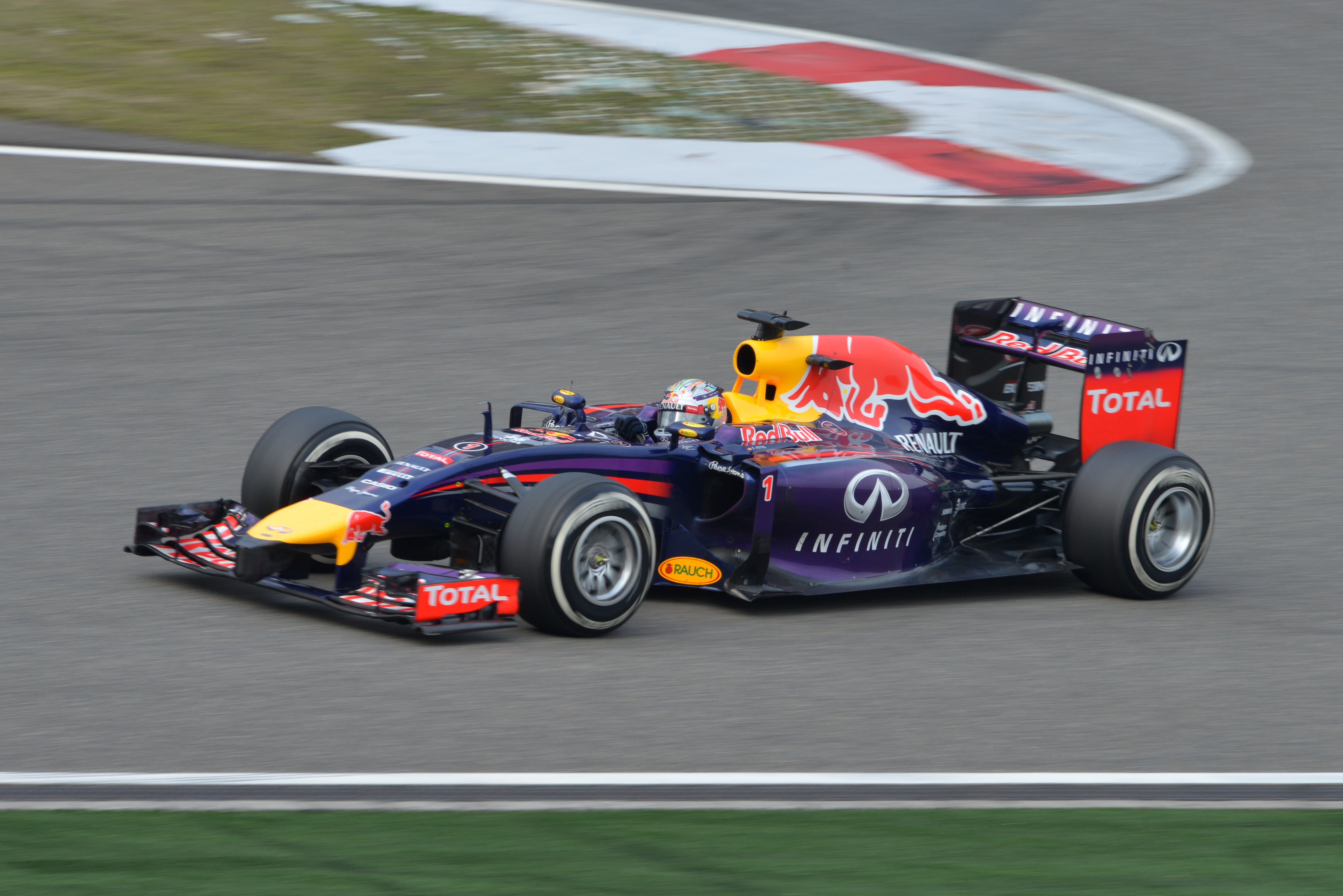
Vettel en el Gran Premio de China de 2014.

Sebastian Vettel comienza la era V6 Turbo en Melbourne con problemas de potencia en una clasificación algo caótica debido a la lluvia. Finaliza en duodécima posición el sábado y, debido al persistente problema de motor, se ve obligado a abandonar la carrera tras completar apenas cinco vueltas al trazado de Albert Park. En Sepang, tanto el piloto alemán como el RB10 se muestran en buena forma, consiguiendo la primera línea de parrilla en una clasificación pasada por agua a tan sólo +0.055 segundos del Mercedes de Lewis Hamilton. El batir a una flecha plateada el sábado no dejaba de ser un espejismo ya que en carrera mostraron su superioridad con un 1-2, respaldados por el alemán de Red Bull Racing que conseguía su primer trofeo este año y en esta nueva era del deporte.
Llegada la primera cita nocturna de la temporada en Baréin, Sebastian se quedó de nuevo a las puertas de la Q3 aunque finalmente partió décimo por la sanción que acarreaba su compañero Daniel Ricciardo. En carrera, optó por una estrategia diferente al salir con el neumático más duro y, a pesar de no perder posiciones a la salida y poder favorecerse de un juego nuevo de neumáticos blandos, una pequeña falta de potencia en su propulsor y una última parada en boxes demasiado lento no le permitieron pasar de la sexta posición final. Después de una decepcionante carrera en Shanghái en la que, después de colocarse segundo en la primera vuelta, la falta de ritmo le relegó a una agridulce quinta posición, Sebastian remontó 11 posiciones en el Gran Premio de España para finalizar cuarto. El alemán, de nuevo con problemas mecánicos en la sesión de clasificación, completó una carrera sin fallos con vuelta rápida incluida.
En Montecarlo, tras ser batido en clasificación por Daniel, Vettel realiza una gran salida y se coloca en puestos de podio en las retorcidas calles del Principado. Sin embargo, en la tercera vuelta de carrera, su RB10 le dejó tirado de lo que podría haber sido su segundo podio del año. Una carrera más tarde, disputada en el circuito de Gilles Villeneuve en Canadá, logró la tercera posición final a pesar de encontrarse con tráfico durante gran parte de las 70 vueltas que se disputaron.
Tras sufrir nuevos problemas mecánicos en Austria, Sebastian volvió a tener una complicada carrera en Gran Bretaña. Una estrategia errónea y más conservadora le hizo perder el buscado podio, pero permitió a los espectadores contemplar un duelo con Fernando Alonso. Después de entrar en los puntos las tres siguientes carreras, Vettel volvió al podio en la noche de Singapur, tras una férrea defensa ante su compañero de equipo y el F14T de Alonso. Además de obtener su mejor resultado de la temporada hasta la fecha, volvió a liderar una vuelta de carrera, algo que no hacía desde el Gran Premio de Brasil del año 2013.
El 4 de octubre de 2014, el sábado del GP de Japón, Vettel anuncia su salida del equipo Red Bull para la siguiente temporada. Aquel fin de semana, tras una floja clasificación que le dejó noveno en parrilla, el alemán condujo una brillante carrera bajo el diluvio en Suzuka, adelantando en pista a los Williams de Felipe Massa Y Valtteri Bottas y logrando el cuarto podio del año en una carrera que fue suspendida tras el fortísimo impacto de Jules Bianchi contra la grúa que remolcaba el coche previamente accidentado de Adrian Sutil. Tanto el alemán como los dos pilotos de Mercedes que le acompañaron en el cajón no pudieron esgrimir un solo gesto de celebración debido a la preocupación generalizada en el paddock por el accidente del francés.
En el debut de la Fórmula 1 en Rusia, Sebastian no logró el pase a la Q3, si bien una buena salida le permitió sumar 4 puntos al finalizar la carrera. Ya en Estados Unidos tuvo que cambiar el motor para pasar a utilizar la sexta unidad de potencia, reportándole una posición que le obligó a salir desde el pit lane. Pese a esto, pudo arrancar mal. Realizó una buena clasificación en Interlagos y consiguió 10 valiosos puntos para el Campeonato. El último Gran Premio del año en Abu Dabi, emotivo por ser su última carrera con el equipo Red Bull Racing, tuvo que salir desde el pit lane y remontó a la octava posición final. Termina así su periplo en Red Bull con 4 Campeonatos y 38 victorias, camino de la Scuderia Ferrari.

#### Ferrari (2015-2020)

##### 2015: Debut en la Scuderia Ferrari

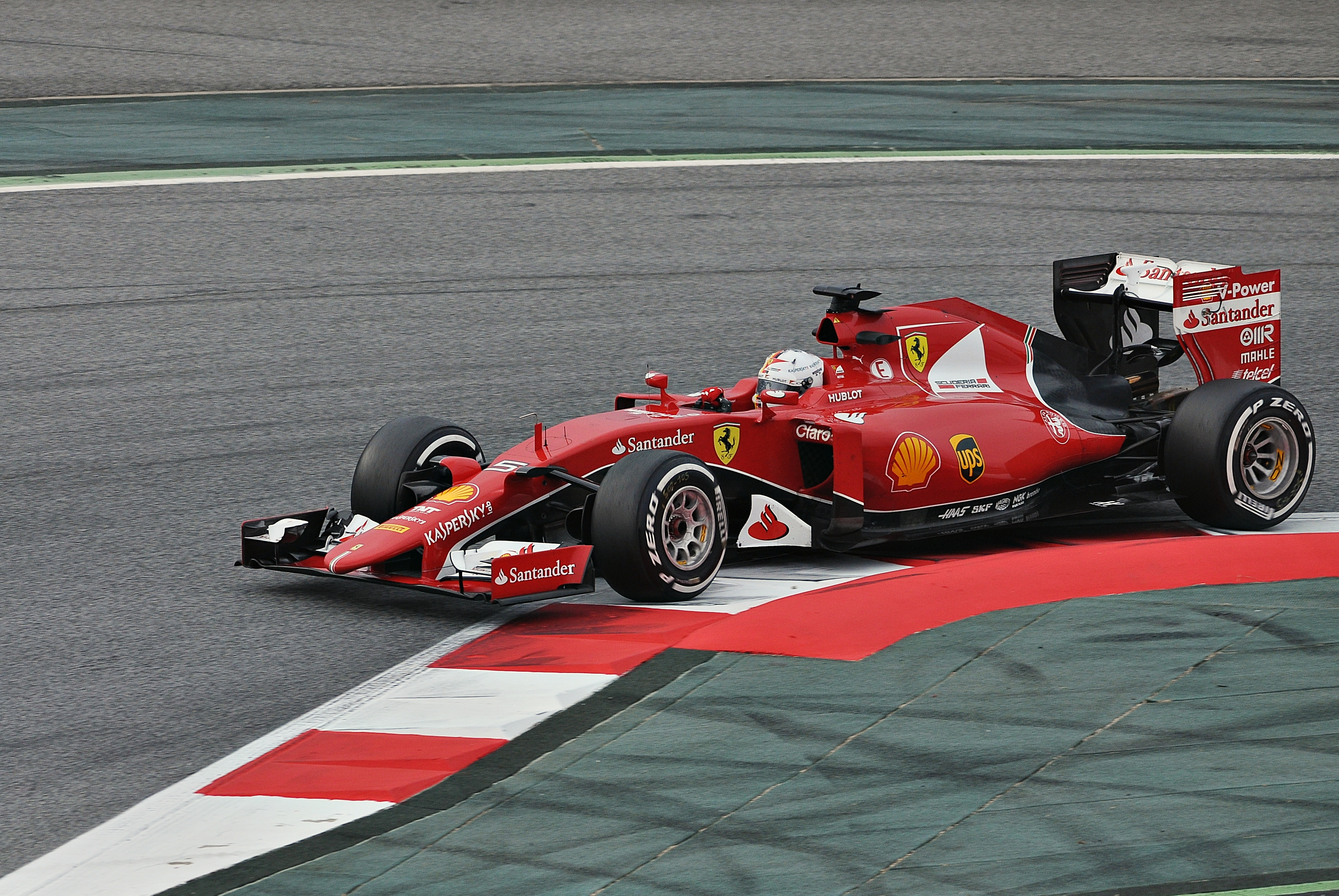
Sebastian Vettel en prácticas en el circuito de Cataluña.

El 20 de noviembre de 2014, se confirma su llegada a la Scuderia Ferrari en 2015. Las sensaciones positivas de los entrenamientos de pretemporada tanto en Jerez de la Frontera como en el Circuito de Barcelona-Cataluña se confirmaron en el Gran Premio de Australia, primero de la temporada. El piloto alemán clasificó cuarto en Melbourne y, tras una mala salida en la que consiguió mantener posición, adelantó con una estrategia inversa al "undercut" al Williams de Felipe Massa para anotarse su primer podio vestido de rojo por detrás de los Mercedes. A Vettel se le escapó la pole position del Gran Premio de Malasia por setenta y cuatro milésimas de segundo en una clasificación pasada por agua, en la que rompió la racha de nueve primeras líneas consecutivas completas por flechas de plata. Una estrategia diferente, acompañada de un gran ritmo con su SF15-T valieron al piloto alemán para anotarse su primera victoria con la Scuderia Ferrari por delante de Lewis Hamilton y Nico Rosberg.
Dos semanas después, en el Shanghái, de nuevo los Mercedes se volvieron a mostrar intratables con los Ferrari de tanto el piloto alemán como de Kimi Räikkönen como máximos perseguidores, llegando el primero a forzar a Nico Rosberg a realizar una parada en box para cubrir posición. En Baréin, fue el finlandés quien más presionó a los Mercedes en carrera, por más que Sebastian separase a ambas flechas plateadas en clasificación. Vettel tuvo un error en carrera en el que dañó su fondo plano y no pudo avanzar más allá de la quinta posición, por detrás de Valtteri Bottas. Con la llegada a Europa, Vettel volvió al podio en tercera posición en España, por detrás, de nuevo, de los intratables Mercedes; y en Mónaco, logra subir al segundo peldaño del cajón gracias a un error estratégico de Lewis Hamilton. En Canadá termina 5.º después de una mala clasificatoria que lo dejó eliminado en la Q1. Tras perder la 3.ª posición por un problema en su parada en boxes en Austria, Vettel regresa al podio en Silverstone, donde termina 3.º, por detrás de los Mercedes. En Hungría consigue su segundo triunfo de la temporada y su primero en este circuito después de adelantar a los dos Mercedes en la salida y de dominar la carrera con autoridad.
Luego de no puntuar en Bélgica por un pinchazo, Vettel obtuvo una racha de cinco podios, incluyendo su victoria del año en Singapur. En el tramo final, abandonó en México por un accidente, terminó tercero en Brasil y finalizó cuarto en Abu Dabi. Así, se ubicó tercero en el campeonato de pilotos, por detrás de la dupla de Mercedes. Además, estableció un nuevo récord de podios para un piloto debutante en Ferrari (13), superando los 12 de Kimi Räikkönen en 2007.
En el receso invernal, Vettel triunfó en la Carrera de Campeones, derrotando a Petter Solberg, Nico Hülkenberg, David Coulthard y Tom Kristensen.

##### 2016: Sin opciones frente al dominio de Mercedes
En Australia Vettel hizo una excepcional largada, superando a los dos Mercedes, pero la estrategia lo relegó hasta el tercer puesto. En Baréin rompió el motor en la vuelta de formación, y en China hubo de remontar hasta la segunda posición tras un toque con Daniil Kvyat, y con su compañero Kimi Räikkönen en la primera vuelta.[cita requerida] En Rusia vuelve a colisionar con el piloto ruso, lo que supuso un nuevo abandono, y por consecuencia, el intercambio de butacas entre Kvyat y Max Verstappen. En España no pudo aprovechar el accidente de los Mercedes,[cita requerida] siendo tercero, y en Mónaco realiza una floja carrera sobre mojado, quedando a las puertas del podio. En Canadá vuelve a superar a los Mercedes en la largada, pero nuevamente erran en la estrategia, quedando segundo tras Lewis Hamilton, posición que repetiría en Bakú.
A partir de Austria, el rendimiento de Ferrari bajó, a tal punto que fueron superados por Red Bull. En dicha carrera, Vettel abandonó tras un pinchazo; en Silverstone acabó 9°, fue 4° en Hungría, 5° en Alemania, 6° en Bélgica, y regresó al podio en Italia siendo tercero tras los dos Mercedes. En Singapur fue quinto tras remontar luego de una mala clasificación; en Malasia abandonó en la primera curva tras una colisión con Nico Rosberg, y en Japón fue cuarto, al igual que en Austin. En México fue quinto tras una sanción por tocarse con Daniel Ricciardo, posición que repitió en Brasil. Finalmente en Abu Dabi fue tercero. Acabó la temporada en cuarta posición en el campeonato con 212 puntos, 7 podios, 0 victorias y 2 vueltas rápidas.

##### 2017: Subcampeón del Mundo tras una batalla con los Mercedes

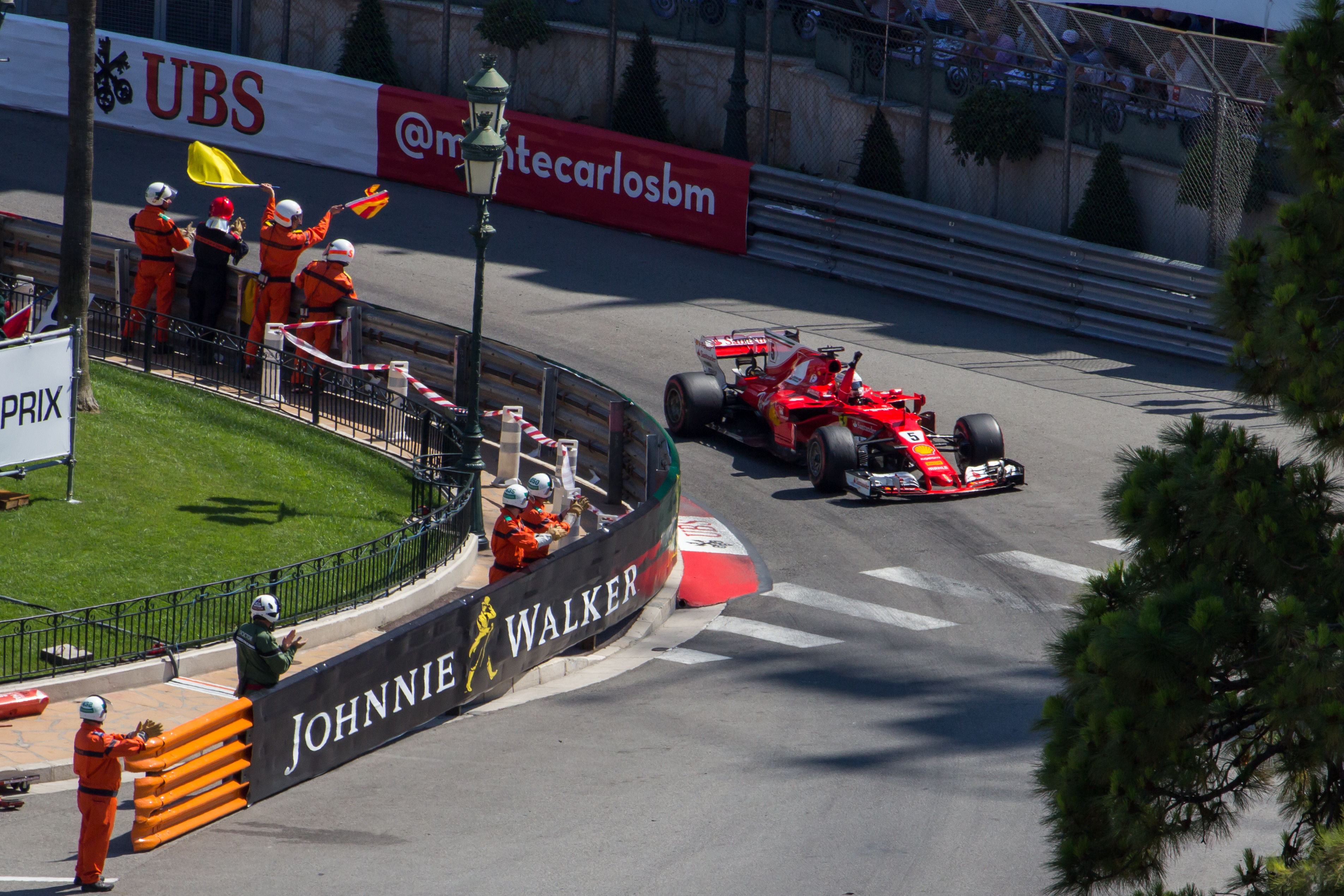
Vettel festejando la victoria en el Gran Premio de Mónaco de 2017.

El director técnico James Allison se marchó a Mercedes sustituyéndolo Mattia Binotto. Al llegar a las pruebas de pretemporada en el Circuito de Cataluña, Barcelona, el Ferrari SF70-H fue el más fiable (más que Mercedes), el más rápido a una vuelta y el más rápido y constante en tandas largas (junto a Mercedes), por lo que estos resultados dieron claras esperanzas a la escudería italiana y a Vettel.[cita requerida]
En el Gran Premio de Australia, Vettel ganó la carrera por delante de Lewis Hamilton y su Mercedes imbatibles hasta el momento. El alemán mantuvo el mejor ritmo de toda la carrera que junto a su mejor estrategia[cita requerida] le dieron la primera victoria a Ferrari desde 2015 y el primer liderato del mundial de pilotos desde la "Era Alonso" hace ya 4 años (2012). En el Gran Premio de China, acabó segundo en una carrera donde tenía opciones de repetir la victoria, pero que se vio truncada, tanto por una estrategia errónea de su equipo con su compañero Kimi Räikkönen como la salida del coche de seguridad tras un accidente de Antonio Giovinazzi. En el Gran Premio de Baréin, obtiene su segunda victoria del año y la quinta con Ferrari después de ser el primero de los de arriba en repostar y poder hacer un "undercut" a Valtteri Bottas. En Sochi, el alemán consigue la primera pole de la temporada por delante de su compañero y de los 2 pilotos de Mercedes. En la carrera, Bottas hace una gran salida desde la tercera posición, que conlleva a Sebastian a acabar segundo, tras no poder adelantar al piloto finlandés. En Barcelona, clasifica segundo y en carrera consigue hacer una gran salida, colocándose primero al final de la primera curva. Sin embargo, la última detención de Hamilton en VSC y la de Vettel sin este, hicieron que el piloto inglés, con el compuesto blando, le arrebatara la victoria al alemán, que llevaba compuesto medio, haciendo que acabase nuevamente en segundo lugar. En Mónaco, las cosas pintaron bien para Vettel y su equipo. Clasificó 2°, por detrás de su compañero. En carrera, mantiene su posición en la salida, pero el haber durado unas vueltas más, después de la parada de Kimi, hicieron que el alemán, luego de detenerse, saliese por delante de su coequipero y se terminara llevando su tercera victoria en la temporada. En Canadá, el alemán salió 2.º, por detrás de Lewis Hamilton. En la salida, en la primera curva, perdió medio alerón delantero por un choque de Max Verstappen. Cuando lo cambiaron, ya era 18.º. El alemán remontó hasta la 4.ª plaza, que fue donde finalizó. En Azerbaiyán salió 4.º y en la salida estuvo a punto de llevarse a Valtteri Bottas. Pero, en la resalida del segundo coche de seguridad, se chocó con Lewis Hamilton. Tras la parada del británico para cambiar el reposacabezas, el alemán estaba primero, pero luego fue sancionado con 10 segundos de stop and go por conducción peligrosa. Vettel ya se encontraba 7.º, pero durante muchas vueltas, terminó 4.º. En Austria clasificó 2.º detrás de Valtteri Bottas. Hamilton tuvo una sanción de 5 posiciones y salía 8.º. Vettel confiaba en adelantar al finlandés en la salida, pero el finlandés hizo una salida tremenda casi ilegal. Al final el alemán acabó 2.º. En Silverstone, clasifica 3.º, pero a dos vueltas del final sufre un pinchazo que le hace caer hasta la 7.ª posición, aguantando el liderato del campeonato con un punto de ventaja sobre Hamilton. Ansiados de esperar el GP de Hungría, Ferrari lo afrontaba sabiendo que tenían ventaja respecto a Mercedes ya que el SF70H era mejor en circuitos revirados como este. En clasificación consiguen un doblete encabezado por Vettel. En carrera, el alemán sufre con su volante estando girado. Estaba claro que perdería la carrera, pero Räikkönen decidió ayudarlo taponando a Hamilton. Al final Vettel ganó gracias al finlandés.
Tras el receso de verano, Hamilton gana en Bélgica y Vettel 2.º. En Italia, tras una mala clasificación, Vettel parte 6.º para terminar 3.º, lo que coloca al británico en el liderato del campeonato por tres puntos. Llega la gira asiática, con Singapur. Tras lograr la pole, la escudería italiana tenía las esperanzas de recuperar el liderato, pero una salida caótica en la que Max Verstappen toca a Räikkönen y este último tocando a Vettel en el radiador dejan al alemán fuera del campeonato y dándole la victoria a Hamilton. En Malasia, los Ferrari demuestran un ritmo impresionante en los entrenamientos, pero con susto final en el tercero. El equipo se ve obligado a cambiar el motor del alemán a contrarreloj antes de la Q1, en la cual logra salir a tiempo pero finalmente sigue con problemas y teniendo que salir último. En carrera hace una gran remontada hasta el 4.º puesto. El GP de Japón, Vettel clasifica 2.º pero siguen los problemas y abandona la carrera, dejándole en bandeja a Hamilton el mundial.
En el GP de Estados Unidos, el alemán partiendo 2.º realiza una gran salida para colocarse al frente, pero una vez más Mercedes demuestra que tiene el mejor coche y Hamilton le arrebata la victoria a Vettel. En el GP de México, Sebastian estaba obligado a ganar o 2.º en carrera. Logra la pole pero otra vez sufre un incidente con Verstappen y el británico en la salida. El neerlandés sigue primero, pero el alemán tiene que cambiar su alerón delantero y Lewis sufre un pinchazo, los dos salen últimos. El alemán termina 4.º y el británico 9.º, lo que en tetracampeón del mundo. En Brasil, clasifica 2.º y gracias a la salida gana la carrera y en la última carrera, en Abu Dabi, Vettel clasifica 3.º, y en carrera gana Bottas, Hamilton 2.º y él 3.º, muy lejos de las flechas plateadas.

##### 2018: Otro año de batalla por el título
Vettel renueva con Ferrari para 2018. La temporada comienza en Australia (habiendo sido el mejor en pretemporada), cuando gana la carrera tras salir tercero, y en un auto de seguridad virtual, le arrebata la primera posición a Lewis Hamilton. Repetirá victoria en Baréin pero a duras penas; pese a salir en la pole, y dado que Kimi Räikkönen al hacer el pit lesiona a un mecánico y por miedo a que pase algo con el alemán en la parada y por la estrategia de los Mercedes a una parada, decidieron no pararle, al final gana la carrera, pero sufre un desfallecimiento total de los neumáticos en las últimas vueltas y Valtteri Bottas pasó a estar a menos de un segundo, pero ya era la última vuelta. En China, vuelve a hacer la pole, pero entre que Bottas lo adelantó en la estrategia y Max Verstappen chocara con él en la penúltima curva al intentar adelantarlo, acabó 8.º, tras haber sido adelantado por Nico Hülkenberg y Fernando Alonso, dado que tenía el coche dañado por el accidente y perdía carga aerodinámica. La carrera al final fue ganada por el australiano Daniel Ricciardo. En Bakú, finaliza 4.º, tras intentar pasar a Bottas en las últimas vueltas y pasarse de frenada, pero como estaban todos juntos por el safety car, que salió tras accidente de los dos Red Bull en la curva 1, fue adelantado por Hamilton y Räikkönen, pasó a ser 4.º y Sergio Pérez que iba 5.º le ganó la posición en la última vuelta y tras un pinchazo de Bottas, consigue subir al podio y el alemán recupera la 4.º posición. En España, rodaba 2.º en la carrera detrás de Hamilton, pero un error en la estrategia hizo que perdiera la posición con Bottas y Verstappen, finalizando 4.º, favoreciendo así el primer podio del neerlandés en la temporada.
En Mónaco finalizó 2.º tras partir en esa misma posición y en Canadá firmó una pole brillante y lideró la carrera de principio a fin. Cómo Hamilton fue quinto recuperó el liderato del Mundial. Eso no le duraría mucho ya que en Francia clasificó 3.º y se llevó por delante a Bottas en la salida. Pese a una buena remontada, sólo pudo ser quinto.
En Austria clasificó 3.º pero una sanción por estorbar a Carlos Sainz le mandó al 6.º. El alemán realizó una buena carrera para finalizar 3.º y el abandono de su máximo rival, Hamilton le volvió a colocar líder del Mundial por un solo punto. Esa distancia se amplió en Gran Bretaña donde, tras clasificar 2.º, hizo una salida brillante para tomar el liderato. En un auto de seguridad, el alemán paró en boxes y tuvo que adelantar a Bottas (que no había parado por segunda vez) para retomar el liderato y dirigirse hacia su cuarta victoria de la temporada.
Todo pintaba igual de bien en Alemania, ya que tras hacer la pole el sábado, lideraba cómodamente la carrera el domingo, pero hizo un trompo en condiciones meteorológicas cambiantes y vio cómo Hamilton ganaba la carrera y retomaba el liderato en el campeonato. En Hungría, el coche parecía ir muy bien en seco pero una clasificación en mojado hizo que sólo pudiera ser 4.º. En la salida adelantó a su compañero Räikkönen y parecía tener ritmo para desafiar a Hamilton pero una parada lenta de su equipo hizo que tras su parada se reincorporara 3.º por detrás de Bottas. El alemán se quedó detrás del finés durante muchas vueltas pero, finalmente, a falta de 5 vueltas, firmó un controvertido adelantamiento sobre el Mercedes, logrando acabar 2.º. Eso sí, Hamilton había ganado la carrera.
En Bélgica, clasificó 2.º tras otra Q3 en mojado. En carrera, adelantó a Hamilton en la recta de Kemmel para coger un liderato que ya no soltó en lo que restaba de carrera. En El Italia volvió a clasificar 2.º, solo por detrás de su compañero Räikkönen. En la carrera, el alemán salió un poco mejor que el finés pero este le cerró la puerta en la primera curva. Aprovechando eso, Hamilton le cogió el rebufo y se emparejó con él en la entrada a la chicane. El de Ferrari trompeó y cayó a las últimas plazas. Pese a mostrar un gran ritmo y firmar una gran remontada, el alemán pudo ser 4.º, mientras Hamilton le ganaba la partida estratégica a Räikkönen para volver a ganar y ampliar su renta en el campeonato hasta 30 puntos. Eso no hizo más que empeorar en Singapur y Rusia, dónde el alemán llegó tercero mientras en ambas carreras y Hamilton volvía a ganar en ellas. Para empeorar aún más esa situación, en Japón solo pudo clasificar 9.º después que la lluvia le arruinara su último intento de vuelta rápida. En carrera, fue muy agresivo en la salida y ya era 4.º al final de la primera vuelta. Pero, poco después, pagaría cara esa agresividad tras tener un incidente con Verstappen, que le haría retroceder hasta la última plaza. El alemán volvió a remontar pero solo pudo ser 6.º, mientras Hamilton seguía con su racha de triunfos y hacía cada vez más difícil que el de Ferrari tuviera alguna opción en el campeonato.
En Estados Unidos, clasificó 2.º pero, tras ir más rápido de lo permitido con bandera roja en los libres, retrocedió al 5.º puesto. En la primera vuelta, volvió a tener un incidente, esta vez con Ricciardo haciéndole retroceder de nuevo a las últimas plazas. Luego, tuvo que volver a remontar y logró acabar 4.º, tras adelantar a Bottas en las últimas vueltas. Esta vez, Hamilton solo pudo ser 3.º, pero el Mundial estaba visto para sentencia. En México, solo pudo clasificar 4.º y, pese a realizar una buena carrera, y terminar 2.º, no pudo evitar la coronación de Hamilton, quien tras finalizar 4.º se proclamó campeón del Mundo. También se confirmó que el alemán sería subcampeón.
En Brasil, llegó sexto tras salir segundo, con las cosas más complicadas. Ganó Hamilton en esta y en la siguiente. Terminó subcampeón a 88 puntos de Hamilton, con 5 victorias, 3 vueltas rápidas, 5 pole positions y 12 podios.

##### 2019: Nuevo compañero y una victoria
En la pretemporada 2019, nuevamente Ferrari fue el mejor equipo. Räikkönen se marchó a Alfa Romeo y el equipo italiano llamó al monegasco Charles Leclerc. En Australia el equipo estuvo por detrás de Mercedes, y Vettel fue cuarto (detrás también de Verstappen). En Baréin fue quinto tras tener un trompo y una rotura del alerón delantero cuando estaba en posición de podio. En las cuatro siguientes hizo podio en tres, siempre detrás de Mercedes.

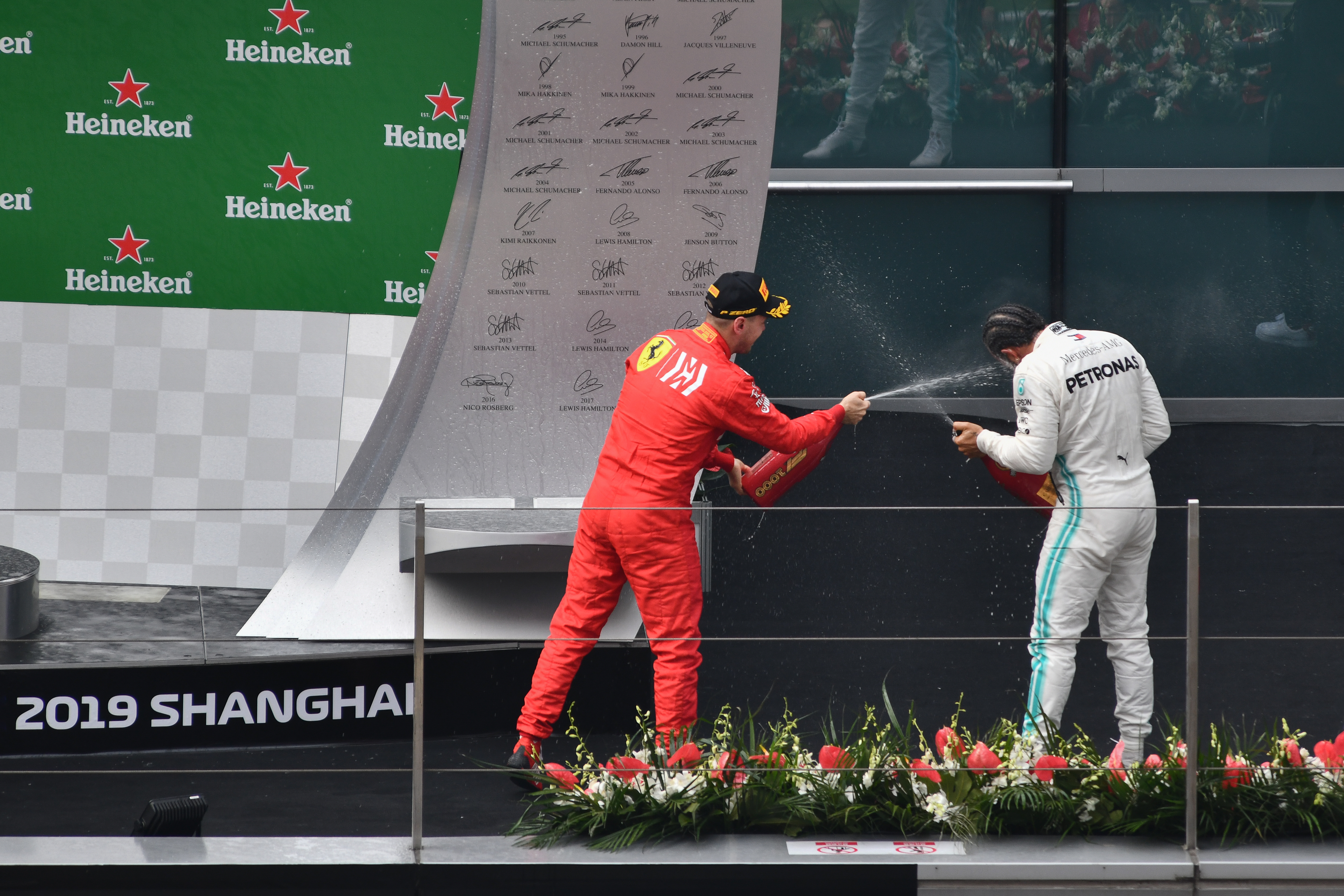
Vettel y Hamilton en la celebración del podio del Gran Premio de China.

En Canadá logró la pole y lideró gran parte de la competencia, pero a falta de varias vueltas tuvo un despiste y fue sancionado reintegrarse de manera insegura y obstaculizar a su perseguidor, Lewis Hamilton, quedando segundo a pesar de ser primero en pista. La decisión de los comisarios generó una gran polémica, incluyendo el descontento del alemán tras bajarse del monoplaza, quien cambió los carteles de posición 1 y 2 entre su monoplaza y el de Hamilton en forma de protesta.
Tres carreras más tarde, en Gran Bretaña, el alemán chocó al Red Bull de Verstappen cuando ambos estaban en disputa del tercer lugar. Finalizó fuera de puntos y tuvo una sanción. En el lluvioso Gran Premio de Alemania fue segundo, detrás de Verstappen, y en Hungría tercero. En la siguiente, en Bélgica, Leclerc se quedó con su primer triunfo en F1 con Vettel fuera del podio.
En el GP de Italia, el monegasco consiguió su segunda victoria y superó al alemán en el campeonato, quien tuvo un despiste en la vuelta 6 del mismo y volvió de manera peligrosa a pista (impactando levemente con Lance Stroll), lo que causó roturas en el monoplaza y una importante penalización, quedando otra vez fuera de puntos.
En la despedida de la gira europea, la Fórmula 1 se dirigió a Singapur para disputar el siguiente GP. Leclerc fue primero en clasificación por tercera vez consecutiva, pero en carrera el alemán logró adelantarlo en las paradas de boxes y logró su primera victoria en más de un año y el primer 1-2 de Ferrari en más de dos.
El 12 de mayo de 2020 se anunció que Vettel no renovaría su contrato con Scuderia Ferrari, hecho que causó gran revuelo en el gran circo y que propició que, unos días después, Carlos Sainz Jr. anunciara que él y Scuderia Ferrari llegaron a un acuerdo para que el español sea el compañero de Charles Leclerc en el equipo insignia de la Fórmula 1.

##### 2020: Año complicado para la escudería
La temporada 2020 no fue buena para el equipo Ferrari siendo incapaz de proporcionar un monoplaza competitivo a sus pilotos. Tanto Vettel como Leclerc se vieron superados asiduamente por otros pilotos de la zona media. A nivel particular Vettel fue superado claramente por su compañero de equipo durante todo el año en el que apenas consiguió un pódium.

#### Aston Martin (2021-2022)

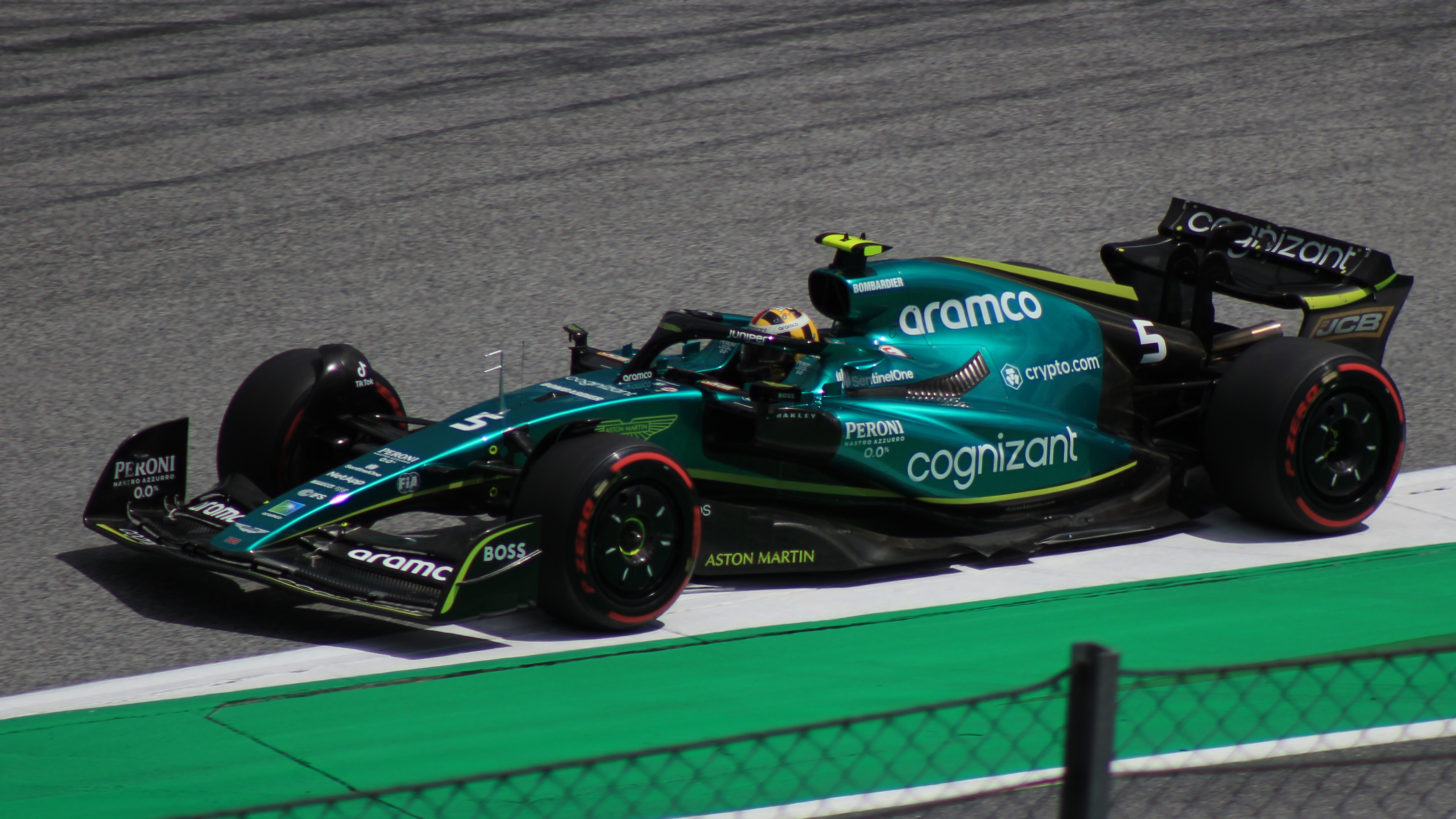
Vettel durante el Gran Premio de Austria de 2022.

El 10 de septiembre, fue confirmado el fichaje de Vettel por Aston Martin sustituyendo al piloto mexicano Sergio Pérez en la temporada 2021.
Vettel sumó puntos por primera vez con su nuevo equipo en la quinta carrera de la temporada, al finalizar quinto en Mónaco. En la siguiente carrera en Azerbaiyán, el alemán fue segundo detrás de Sergio Pérez y obtuvo el primer podio de Aston Martin en Fórmula 1. Unas carreras más tarde, en Hungría, Vettel finalizó nuevamente en posición de podio, pero una infracción al reglamento en el monoplaza provocó su descalificación.
En 2021, Vettel sumó puntos en un total de siete Grandes Premios. Su compañero Lance Stroll fue más consistente y sumó en nueve, pero el alemán sumó más puntos (43 contra 34) y quedó por delante en el clasificador final. Por su parte, Aston Martin finalizó séptimo en el campeonato de constructores.
En 2022, Vettel se ausentó de las dos primeras citas de la temporada por haber dado positivo de COVID-19, siendo remplazado por su compatriota Nico Hülkenberg. Tras esto, Vettel sumó puntos en cuatro de las ocho primeras carreras en las que participó.
El 28 de julio, anunció a través de un video en su cuenta de Instagram, su retiro de la Fórmula 1 al término de la temporada, para pasar más tiempo con su familia.

## Resumen de carrera
| Temporada | Categoría                         | Equipo                                         | Carreras          | Victorias         | Poles             | VR                | Podios            | Puntos            | Pos.              |
| --------- | --------------------------------- | ---------------------------------------------- | ----------------- | ----------------- | ----------------- | ----------------- | ----------------- | ----------------- | ----------------- |
| 2003      | Fórmula BMW ADAC                  | Eifelland Racing                               | 19                | 5                 | 5                 | 4                 | 12                | 216               | 2.º               |
| 2004      | Fórmula BMW ADAC                  | ADAC Berlin-Brandenburg                        | 20                | 18                | 14                | 13                | 20                | 387               | 1.º               |
| 2005      | Fórmula 3 Euroseries              | ASL Mücke Motorsport                           | 20                | 0                 | 0                 | 1                 | 6                 | 63                | 5.º               |
| 2005      | Masters de Fórmula 3              | ASL Mücke Motorsport                           | 1                 | 0                 | 0                 | 0                 | 0                 | N/A               | 11.º              |
| 2005      | Campeonato de España de Fórmula 3 | Racing Engineering                             | 1                 | 0                 | 0                 | 0                 | 1                 | 8                 | 15.º              |
| 2005      | Gran Premio de Macao              | ASM F3                                         | 1                 | 0                 | 0                 | 0                 | 1                 | N/A               | 3.º               |
| 2005      | Fórmula 1                         | BMW Williams F1 Team                           | Piloto de pruebas | Piloto de pruebas | Piloto de pruebas | Piloto de pruebas | Piloto de pruebas | Piloto de pruebas | Piloto de pruebas |
| 2006      | Fórmula 3 Euroseries              | ASM Formule 3                                  | 20                | 4                 | 1                 | 5                 | 9                 | 75                | 2.º               |
| 2006      | Masters de Fórmula 3              | ASM Formule 3                                  | 1                 | 0                 | 0                 | 0                 | 0                 | N/A               | 6.º               |
| 2006      | Fórmula Renault 3.5 Series        | Carlin Motorsport                              | 3                 | 1                 | 1                 | 0                 | 2                 | 28                | 15.º              |
| 2006      | Gran Premio de Macao              | Carlin Motorsport                              | 1                 | 0                 | 0                 | 0                 | 0                 | N/A               | 23.º              |
| 2006      | Fórmula 1                         | BMW Sauber F1 Team                             | Piloto de pruebas | Piloto de pruebas | Piloto de pruebas | Piloto de pruebas | Piloto de pruebas | Piloto de pruebas | Piloto de pruebas |
| 2007      | Fórmula Renault 3.5 Series        | Carlin Motorsport                              | 7                 | 1                 | 1                 | 1                 | 4                 | 74                | 5.º               |
| 2007      | Fórmula 1                         | BMW Sauber F1 Team                             | 1                 | 0                 | 0                 | 0                 | 0                 | 6                 | 14.º              |
| 2007      | Fórmula 1                         | Scuderia Toro Rosso                            | 7                 | 0                 | 0                 | 0                 | 0                 | 6                 | 14.º              |
| 2008      | Fórmula 1                         | Scuderia Toro Rosso                            | 18                | 1                 | 1                 | 0                 | 1                 | 35                | 8.º               |
| 2009      | Fórmula 1                         | Red Bull Racing                                | 17                | 4                 | 4                 | 3                 | 8                 | 84                | 2.º               |
| 2010      | Fórmula 1                         | Red Bull Racing                                | 19                | 5                 | 10                | 3                 | 10                | 256               | 1.º               |
| 2011      | Fórmula 1                         | Red Bull Racing                                | 19                | 11                | 15                | 3                 | 17                | 392               | 1.º               |
| 2012      | Fórmula 1                         | Red Bull Racing                                | 20                | 5                 | 6                 | 6                 | 10                | 281               | 1.º               |
| 2013      | Fórmula 1                         | Infiniti Red Bull Racing                       | 19                | 13                | 9                 | 7                 | 16                | 397               | 1.º               |
| 2014      | Fórmula 1                         | Infiniti Red Bull Racing                       | 19                | 0                 | 0                 | 2                 | 4                 | 167               | 5.º               |
| 2015      | Fórmula 1                         | Scuderia Ferrari                               | 19                | 3                 | 1                 | 1                 | 13                | 278               | 3.º               |
| 2016      | Fórmula 1                         | Scuderia Ferrari                               | 21                | 0                 | 0                 | 3                 | 7                 | 212               | 4.º               |
| 2017      | Fórmula 1                         | Scuderia Ferrari                               | 20                | 5                 | 4                 | 5                 | 13                | 317               | 2.º               |
| 2018      | Fórmula 1                         | Scuderia Ferrari                               | 21                | 5                 | 5                 | 3                 | 12                | 320               | 2.º               |
| 2019      | Fórmula 1                         | Scuderia Ferrari                               | 11                | 1                 | 1                 | 2                 | 4                 | 240               | 5.º               |
| 2019      | Fórmula 1                         | Scuderia Ferrari Mission Winnow                | 10                | 0                 | 0                 | 0                 | 5                 | 240               | 5.º               |
| 2020      | Fórmula 1                         | Scuderia Ferrari                               | 17                | 0                 | 0                 | 0                 | 1                 | 33                | 13.º              |
| 2021      | Fórmula 1                         | Aston Martin Cognizant Formula One Team        | 22                | 0                 | 0                 | 0                 | 1                 | 43                | 12.º              |
| 2022      | Fórmula 1                         | Aston Martin Aramco Cognizant Formula One Team | 20                | 0                 | 0                 | 0                 | 0                 | 37                | 12.º              |
| Fuente:   |                                   |                                                |                   |                   |                   |                   |                   |                   |                   |

### Pole positionsen Fórmula 1
| N.º | Años | Gran Premio                       | Constructor        | Circuito                           | Total |
| --- | ---- | --------------------------------- | ------------------ | ---------------------------------- | ----- |
| 5   | 2011 | Gran Premio de Canadá             | Red Bull-Renault   | Circuito Gilles Villeneuve         | 56    |
| 5   | 2012 | Gran Premio de Canadá             | Red Bull-Renault   | Circuito Gilles Villeneuve         | 56    |
| 5   | 2013 | Gran Premio de Canadá             | Red Bull-Renault   | Circuito Gilles Villeneuve         | 56    |
| 5   | 2018 | Gran Premio de Canadá             | Ferrari            | Circuito Gilles Villeneuve         | 56    |
| 5   | 2019 | Gran Premio de Canadá             | Ferrari            | Circuito Gilles Villeneuve         | 56    |
| 4   | 2009 | Gran Premio de Japón              | Red Bull-Renault   | Circuito de Suzuka                 | 56    |
| 4   | 2010 | Gran Premio de Japón              | Red Bull-Renault   | Circuito de Suzuka                 | 56    |
| 4   | 2011 | Gran Premio de Japón              | Red Bull-Renault   | Circuito de Suzuka                 | 56    |
| 4   | 2012 | Gran Premio de Japón              | Red Bull-Renault   | Circuito de Suzuka                 | 56    |
| 4   | 2011 | Gran Premio de Singapur           | Red Bull-Renault   | Circuito callejero de Marina Bay   | 56    |
| 4   | 2013 | Gran Premio de Singapur           | Red Bull-Renault   | Circuito callejero de Marina Bay   | 56    |
| 4   | 2015 | Gran Premio de Singapur           | Red Bull-Renault   | Circuito callejero de Marina Bay   | 56    |
| 4   | 2017 | Gran Premio de Singapur           | Red Bull-Renault   | Circuito callejero de Marina Bay   | 56    |
| 4   | 2009 | Gran Premio de China              | Red Bull-Renault   | Circuito Internacional de Shanghái | 56    |
| 4   | 2010 | Gran Premio de China              | Red Bull-Renault   | Circuito Internacional de Shanghái | 56    |
| 4   | 2011 | Gran Premio de China              | Red Bull-Renault   | Circuito Internacional de Shanghái | 56    |
| 4   | 2018 | Gran Premio de China              | Ferrari            | Circuito Internacional de Shanghái | 56    |
| 3   | 2010 | Gran Premio de Europa             | Red Bull-Renault   | Circuito urbano de Valencia        | 56    |
| 3   | 2011 | Gran Premio de Europa             | Red Bull-Renault   | Circuito urbano de Valencia        | 56    |
| 3   | 2012 | Gran Premio de Europa             | Red Bull-Renault   | Circuito urbano de Valencia        | 56    |
| 3   | 2010 | Gran Premio de Australia          | Red Bull-Renault   | Circuito de Albert Park            | 56    |
| 3   | 2011 | Gran Premio de Australia          | Red Bull-Renault   | Circuito de Albert Park            | 56    |
| 3   | 2013 | Gran Premio de Australia          | Red Bull-Renault   | Circuito de Albert Park            | 56    |
| 3   | 2008 | Gran Premio de Italia             | Toro Rosso-Ferrari | Autodromo Nazionale di Monza       | 56    |
| 3   | 2011 | Gran Premio de Italia             | Red Bull-Renault   | Autodromo Nazionale di Monza       | 56    |
| 3   | 2013 | Gran Premio de Italia             | Red Bull-Renault   | Autodromo Nazionale di Monza       | 56    |
| 3   | 2011 | Gran Premio de la India           | Red Bull-Renault   | Circuito Internacional de Buddh    | 56    |
| 3   | 2012 | Gran Premio de la India           | Red Bull-Renault   | Circuito Internacional de Buddh    | 56    |
| 3   | 2013 | Gran Premio de la India           | Red Bull-Renault   | Circuito Internacional de Buddh    | 56    |
| 3   | 2010 | Gran Premio de Baréin             | Red Bull-Renault   | Circuito Internacional de Baréin   | 56    |
| 3   | 2012 | Gran Premio de Baréin             | Red Bull-Renault   | Circuito Internacional de Baréin   | 56    |
| 3   | 2018 | Gran Premio de Baréin             | Ferrari            | Circuito Internacional de Baréin   | 56    |
| 3   | 2010 | Gran Premio de Hungría            | Red Bull-Renault   | Hungaroring                        | 56    |
| 3   | 2011 | Gran Premio de Hungría            | Red Bull-Renault   | Hungaroring                        | 56    |
| 3   | 2017 | Gran Premio de Hungría            | Ferrari            | Hungaroring                        | 56    |
| 2   | 2009 | Gran Premio de Gran Bretaña       | Red Bull-Renault   | Circuito de Silverstone            | 56    |
| 2   | 2010 | Gran Premio de Gran Bretaña       | Red Bull-Renault   | Circuito de Silverstone            | 56    |
| 2   | 2009 | Gran Premio de Turquía            | Red Bull-Renault   | Circuito de Estambul               | 56    |
| 2   | 2011 | Gran Premio de Turquía            | Red Bull-Renault   | Circuito de Estambul               | 56    |
| 2   | 2010 | Gran Premio de Abu Dabi           | Red Bull-Renault   | Circuito Yas Marina                | 56    |
| 2   | 2011 | Gran Premio de Abu Dabi           | Red Bull-Renault   | Circuito Yas Marina                | 56    |
| 2   | 2011 | Gran Premio de Malasia            | Red Bull-Renault   | Circuito Internacional de Sepang   | 56    |
| 2   | 2013 | Gran Premio de Malasia            | Red Bull-Renault   | Circuito Internacional de Sepang   | 56    |
| 2   | 2010 | Gran Premio de Corea del Sur      | Red Bull-Renault   | Circuito Internacional de Corea    | 56    |
| 2   | 2013 | Gran Premio de Corea del Sur      | Red Bull-Renault   | Circuito Internacional de Corea    | 56    |
| 2   | 2012 | Gran Premio de los Estados Unidos | Red Bull-Renault   | Circuito de las Américas           | 56    |
| 2   | 2013 | Gran Premio de los Estados Unidos | Red Bull-Renault   | Circuito de las Américas           | 56    |
| 2   | 2011 | Gran Premio de Brasil             | Red Bull-Renault   | Autódromo José Carlos Pace         | 56    |
| 2   | 2013 | Gran Premio de Brasil             | Red Bull-Renault   | Autódromo José Carlos Pace         | 56    |
| 2   | 2010 | Gran Premio de Alemania           | Red Bull-Renault   | Hockenheimring                     | 56    |
| 2   | 2018 | Gran Premio de Alemania           | Ferrari            | Hockenheimring                     | 56    |
| 1   | 2011 | Gran Premio de Mónaco             | Red Bull-Renault   | Circuito de Mónaco                 | 56    |
| 1   | 2011 | Gran Premio de Bélgica            | Red Bull-Renault   | Circuito de Spa-Francorchamps      | 56    |
| 1   | 2017 | Gran Premio de Rusia              | Ferrari            | Autódromo de Sochi                 | 56    |
| 1   | 2017 | Gran Premio de México             | Ferrari            | Autódromo Hermanos Rodríguez       | 56    |
| 1   | 2018 | Gran Premio de Azerbaiyán         | Ferrari            | Circuito callejero de Bakú         | 56    |

### Vueltas rápidas en Fórmula 1
| N.º | Años | Gran Premio                       | Constructor      | Circuito                           | Total |
| --- | ---- | --------------------------------- | ---------------- | ---------------------------------- | ----- |
| 5   | 2012 | Gran Premio de los Estados Unidos | Red Bull-Renault | Circuito de las Américas           | 37    |
| 5   | 2013 | Gran Premio de los Estados Unidos | Red Bull-Renault | Circuito de las Américas           | 37    |
| 5   | 2014 | Gran Premio de los Estados Unidos | Red Bull-Renault | Circuito de las Américas           | 37    |
| 5   | 2016 | Gran Premio de los Estados Unidos | Ferrari          | Circuito de las Américas           | 37    |
| 5   | 2017 | Gran Premio de los Estados Unidos | Ferrari          | Circuito de las Américas           | 37    |
| 4   | 2009 | Gran Premio de Abu Dabi           | Red Bull-Renault | Circuito Yas Marina                | 37    |
| 4   | 2012 | Gran Premio de Abu Dabi           | Red Bull-Renault | Circuito Yas Marina                | 37    |
| 4   | 2016 | Gran Premio de Abu Dabi           | Ferrari          | Circuito Yas Marina                | 37    |
| 4   | 2018 | Gran Premio de Abu Dabi           | Ferrari          | Circuito Yas Marina                | 37    |
| 3   | 2009 | Gran Premio de Bélgica            | Red Bull-Renault | Circuito de Spa-Francorchamps      | 37    |
| 3   | 2013 | Gran Premio de Bélgica            | Red Bull-Renault | Circuito de Spa-Francorchamps      | 37    |
| 3   | 2017 | Gran Premio de Bélgica            | Ferrari          | Circuito de Spa-Francorchamps      | 37    |
| 3   | 2012 | Gran Premio de Japón              | Red Bull-Renault | Circuito de Suzuka                 | 37    |
| 3   | 2016 | Gran Premio de Japón              | Ferrari          | Circuito de Suzuka                 | 37    |
| 3   | 2018 | Gran Premio de Japón              | Ferrari          | Circuito de Suzuka                 | 37    |
| 2   | 2010 | Gran Premio de Hungría            | Red Bull-Renault | Hungaroring                        | 37    |
| 2   | 2012 | Gran Premio de Hungría            | Red Bull-Renault | Hungaroring                        | 37    |
| 2   | 2012 | Gran Premio de Baréin             | Red Bull-Renault | Circuito Internacional de Baréin   | 37    |
| 2   | 2013 | Gran Premio de Baréin             | Red Bull-Renault | Circuito Internacional de Baréin   | 37    |
| 2   | 2010 | Gran Premio de Mónaco             | Red Bull-Renault | Circuito de Mónaco                 | 37    |
| 2   | 2013 | Gran Premio de Mónaco             | Red Bull-Renault | Circuito de Mónaco                 | 37    |
| 2   | 2010 | Gran Premio de Corea del Sur      | Red Bull-Renault | Circuito Internacional de Corea    | 37    |
| 2   | 2013 | Gran Premio de Corea del Sur      | Red Bull-Renault | Circuito Internacional de Corea    | 37    |
| 2   | 2009 | Gran Premio de Gran Bretaña       | Red Bull-Renault | Circuito de Silverstone            | 37    |
| 2   | 2018 | Gran Premio de Gran Bretaña       | Red Bull-Renault | Circuito de Silverstone            | 37    |
| 1   | 2010 | Gran Premio de Alemania           | Red Bull-Renault | Hockenheimring                     | 37    |
| 1   | 2011 | Gran Premio de Europa             | Red Bull-Renault | Circuito urbano de Valencia        | 37    |
| 1   | 2011 | Gran Premio de la India           | Red Bull-Renault | Circuito Internacional de Buddh    | 37    |
| 1   | 2012 | Gran Premio de Canadá             | Red Bull-Renault | Circuito Gilles Villeneuve         | 37    |
| 1   | 2013 | Gran Premio de China              | Red Bull-Renault | Circuito Internacional de Shanghái | 37    |
| 1   | 2013 | Gran Premio de Singapur           | Red Bull-Renault | Circuito callejero de Marina Bay   | 37    |
| 1   | 2014 | Gran Premio de España             | Red Bull-Renault | Circuito de Barcelona-Cataluña     | 37    |
| 1   | 2015 | Gran Premio de Rusia              | Ferrari          | Autódromo de Sochi                 | 37    |
| 1   | 2017 | Gran Premio de Azerbaiyán         | Ferrari          | Circuito callejero de Bakú         | 37    |
| 1   | 2017 | Gran Premio de Malasia            | Ferrari          | Circuito Internacional de Sepang   | 37    |
| 1   | 2017 | Gran Premio de México             | Ferrari          | Autódromo Hermanos Rodríguez       | 37    |
| 1   | 2019 | Gran Premio de Francia            | Ferrari          | Circuito Paul Ricard               | 37    |

## Resultados

### Fórmula 3 Euroseries
(Clave) (negrita indica pole position) (cursiva indica vuelta rápida)

| Año  | Equipo               | Chasis           | Motor    | 1        | 2       | 3       | 4        | 5         | 6        | 7        | 8        | 9       | 10        | 11      | 12      | 13       | 14    | 15      | 16        | 17      | 18       | 19       | 20       | Pos. | Puntos |
| ---- | -------------------- | ---------------- | -------- | -------- | ------- | ------- | -------- | --------- | -------- | -------- | -------- | ------- | --------- | ------- | ------- | -------- | ----- | ------- | --------- | ------- | -------- | -------- | -------- | ---- | ------ |
| 2005 | ASL Mücke Motorsport | Dallara F305/011 | Mercedes | HOC 1 15 | HOC 2 5 | PAU 1 7 | PAU 2 11 | SPA 1 DSQ | SPA 2 13 | MON 1 18 | MON 2 17 | OSC 1 5 | OSC 2 5   | NOR 1 2 | NOR 2 4 | NÜR 1 11 | NÜR 2 | ZAN 1 2 | ZAN 2     | LAU 1 3 | LAU 2 15 | HOC 1 13 | HOC 2 3  | 5.º  | 57     |
| 2006 | ASM Formule 3        | Dallara F305/059 | Mercedes | HOC 1 5  | HOC 2 1 | LAU 1 3 | LAU 2 6  | OSC 1 5   | OSC 2 14 | BRH 1 2  | BRH 2 7  | NOR 1 2 | NOR 2 Ret | NÜR 1   | NÜR 2 1 | ZAN 1 24 | ZAN 2 | CAT 1   | CAT 2 Ret | LMS 1 9 | LMS 2 9  | HOC 1 3  | HOC 2 12 | 2.º  | 75     |

### Fórmula Renault 3.5 Series
(Clave) (negrita indica pole position) (cursiva indica vuelta rápida)

| Año  | Equipo            | 1       | 2       | 3     | 4       | 5       | 6       | 7       | 8         | 9         | 10    | 11    | 12    | 13    | 14    | 15    | 16    | 17    | Pos. | Puntos |
| ---- | ----------------- | ------- | ------- | ----- | ------- | ------- | ------- | ------- | --------- | --------- | ----- | ----- | ----- | ----- | ----- | ----- | ----- | ----- | ---- | ------ |
| 2006 | Carlin Motorsport | ZOL 1   | ZOL 2   | MON 1 | IST 1   | IST 2   | MIS 1 2 | MIS 2 1 | SPA 1 Ret | SPA 2 DNS | NÜR 1 | NÜR 2 | DON 1 | DON 2 | LMS 1 | LMS 2 | CAT 1 | CAT 2 | 15.º | 28     |
| 2007 | Carlin Motorsport | MNZ 1 5 | MNZ 2 3 | NÜR 1 | NÜR 2 6 | MON 1 2 | HUN 1 4 | HUN 2 3 | SPA 1     | SPA 2     | DON 1 | DON 2 | MAG 1 | MAG 2 | EST 1 | EST 2 | CAT 1 | CAT 2 | 5.º  | 74     |

### Fórmula 1
(Clave) (negrita indica pole position) (cursiva indica vuelta rápida)

| Año     | Escudería                                      | 1       | 2       | 3       | 4       | 5       | 6       | 7       | 8       | 9       | 10      | 11      | 12     | 13      | 14      | 15      | 16      | 17      | 18      | 19      | 20      | 21      | 22     | Pos. | Puntos |
| ------- | ---------------------------------------------- | ------- | ------- | ------- | ------- | ------- | ------- | ------- | ------- | ------- | ------- | ------- | ------ | ------- | ------- | ------- | ------- | ------- | ------- | ------- | ------- | ------- | ------ | ---- | ------ |
| 2006    | BMW Sauber F1 Team                             | BHR     | MYS     | AUS     | SMR     | EUR     | ESP     | MON     | GBR     | CAN     | USA     | FRA     | GER    | HUN     | TUR TD  | ITA TD  | CHN TD  | JPN TD  | BRA TD  |         |         |         |        |      |        |
| 2007    | BMW Sauber F1 Team                             | AUS TD  | MYS TD  | BHR     | ESP     | MON     | CAN     | USA 8   | FRA     | GBR     | EUR     |         |        |         |         |         |         |         |         |         |         |         |        | 14.º | 6      |
| 2007    | Scuderia Toro Rosso                            |         |         |         |         |         |         |         |         |         |         | HUN 16  | TUR 19 | ITA 18  | BEL Ret | JPN Ret | CHN 4   | BRA Ret |         |         |         |         |        | 14.º | 6      |
| 2008    | Scuderia Toro Rosso                            | AUS Ret | MYS Ret | BHR Ret | ESP Ret | TUR 17  | MON 5   | CAN 8   | FRA 12  | GBR Ret | GER 8   | HUN Ret | EUR 6  | BEL 5   | ITA 1   | SIN 5   | JPN 6   | CHN 9   | BRA 4   |         |         |         |        | 8.º  | 35     |
| 2009    | Red Bull Racing                                | AUS 13† | MYS 15† | CHN 1   | BHR 2   | ESP 4   | MON Ret | TUR 3   | GBR 1   | GER 2   | HUN Ret | EUR Ret | BEL 3  | ITA 8   | SIN 4   | JPN 1   | BRA 4   | ABU 1   |         |         |         |         |        | 2.º  | 84     |
| 2010    | Red Bull Racing                                | BHR 4   | AUS Ret | MYS 1   | CHN 6   | ESP 3   | MON 2   | TUR Ret | CAN 4   | EUR 1   | GBR 7   | GER 3   | HUN 3  | BEL 15  | ITA 4   | SIN 2   | JPN 1   | RCO Ret | BRA 1   | ABU 1   |         |         |        | 1.º  | 256    |
| 2011    | Red Bull Racing                                | AUS 1   | MYS 1   | CHN 2   | TUR 1   | ESP 1   | MON 1   | CAN 2   | EUR 1   | GBR 2   | GER 4   | HUN 2   | BEL 1  | ITA 1   | SIN 1   | JPN 3   | RCO 1   | IND 1   | ABU Ret | BRA 2   |         |         |        | 1.º  | 392    |
| 2012    | Red Bull Racing                                | AUS 2   | MYS 11  | CHN 5   | BHR 1   | ESP 6   | MON 4   | CAN 4   | EUR Ret | GBR 3   | GER 5   | HUN 4   | BEL 2  | ITA 22† | SIN 1   | JPN 1   | RCO 1   | IND 1   | ABU 3   | USA 2   | BRA 6   |         |        | 1.º  | 281    |
| 2013    | Infiniti Red Bull Racing                       | AUS 3   | MYS 1   | CHN 4   | BHR 1   | ESP 4   | MON 2   | CAN 1   | GBR Ret | GER 1   | HUN 3   | BEL 1   | ITA 1  | SIN 1   | RCO 1   | JPN 1   | IND 1   | ABU 1   | USA 1   | BRA 1   |         |         |        | 1.º  | 397    |
| 2014    | Infiniti Red Bull Racing                       | AUS Ret | MYS 3   | BHR 6   | CHN 5   | ESP 4   | MON Ret | CAN 3   | AUT Ret | GBR 5   | GER 4   | HUN 7   | BEL 5  | ITA 6   | SIN 2   | JPN 3   | RUS 8   | USA 7   | BRA 5   | ABU 8   |         |         |        | 5.º  | 167    |
| 2015    | Scuderia Ferrari                               | AUS 3   | MYS 1   | CHN 3   | BHR 5   | ESP 3   | MON 2   | CAN 5   | AUT 4   | GBR 3   | HUN 1   | BEL 12† | ITA 2  | SIN 1   | JPN 3   | RUS 2   | USA 3   | MEX Ret | BRA 3   | ABU 4   |         |         |        | 3.º  | 278    |
| 2016    | Scuderia Ferrari                               | AUS 3   | BHR DNS | CHN 2   | RUS Ret | ESP 3   | MON 4   | CAN 2   | EUR 2   | AUT Ret | GBR 9   | HUN 4   | GER 5  | BEL 6   | ITA 3   | SIN 5   | MYS Ret | JPN 4   | USA 4   | MEX 5   | BRA 5   | ABU 3   |        | 4.º  | 212    |
| 2017    | Scuderia Ferrari                               | AUS 1   | CHN 2   | BHR 1   | RUS 2   | ESP 2   | MON 1   | CAN 4   | AZE 4   | AUT 2   | GBR 7   | HUN 1   | BEL 2  | ITA 3   | SIN Ret | MYS 4   | JPN Ret | USA 2   | MEX 4   | BRA 1   | ABU 3   |         |        | 2.º  | 317    |
| 2018    | Scuderia Ferrari                               | AUS 1   | BHR 1   | CHN 8   | AZE 4   | ESP 4   | MON 2   | CAN 1   | FRA 5   | AUT 3   | GBR 1   | GER Ret | HUN 2  | BEL 1   | ITA 4   | SIN 3   | RUS 3   | JPN 6   | USA 4   | MEX 2   | BRA 6   | ABU 2   |        | 2.º  | 320    |
| 2019    | Scuderia Ferrari                               | AUS 4   |         |         |         |         |         | CAN 2   | FRA 5   | AUT 4   | GBR 16  | GER 2   | HUN 3  | BEL 4   | ITA 13  | SIN 1   | RUS Ret |         |         |         |         |         |        | 5.º  | 240    |
| 2019    | Scuderia Ferrari Mission Winnow                |         | BHR 5   | CHN 3   | AZE 3   | ESP 4   | MON 2   |         |         |         |         |         |        |         |         |         |         | JPN 2   | MEX 2   | USA Ret | BRA 17† | ABU 5   |        | 5.º  | 240    |
| 2020    | Scuderia Ferrari                               | AUT 10  | EST Ret | HUN 6   | GBR 10  | 70A 12  | ESP 7   | BEL 13  | ITA Ret | TOS 10  | RUS 13  | EIF 11  | POR 10 | EMI 12  | TUR 3   | BHR 13  | SAK 12  | ABU 14  |         |         |         |         |        | 13.º | 33     |
| 2021    | Aston Martin Cognizant Formula One Team        | BHR 15  | EMI 15† | POR 13  | ESP 13  | MON 5   | AZE 2   | FRA 9   | EST 12  | AUT 17† | GBR Ret | HUN DSQ | BEL 5~ | NED 13  | ITA 12  | RUS 12  | TUR 18  | USA 10  | MEX 7   | SÃO 11  | QAT 10  | ARA Ret | ABU 11 | 12.º | 43     |
| 2022    | Aston Martin Aramco Cognizant Formula One Team | BHR     | ARA     | AUS Ret | EMI 8   | MIA 17† | ESP 11  | MON 10  | AZE 6   | CAN 12  | GBR 9   | AUT 17  | FRA 11 | HUN 10  | BEL 8   | NED 14  | ITA Ret | SIN 8   | JPN 6   | USA 8   | MEX 14  | SÃO 11  | ABU 10 | 12.º | 37     |
| Fuente: |                                                |         |         |         |         |         |         |         |         |         |         |         |        |         |         |         |         |         |         |         |         |         |        |      |        |

## Costumbres y supersticiones
Sebastian Vettel tiene, considerando que le da suerte, la costumbre de poner nombres de mujer a sus coches. Se sabe que, en su primera temporada completa en la Fórmula 1, puso el nombre de Julie a su STR3. El RB5 del año siguiente fue apodado Kate, y en el accidente de Australia, cuando tuvieron que cambiar de chasis, este fue llamado Kate's Dirty Sister (Hermana sucia de Kate). Para el RB6, escogió el sobrenombre de Luscious Liz (Seductora Liz). Una vez cambiado este último, su "sucesor" recibió el apodo de Randy Mandy (Mandy la cachonda). Ya en 2011, el campeón del mundo bautizó al RB7 como Kinky Kylie (pervertida Kylie). Al RB8 lo llamó Abbey, el RB9 recibió el nombre de Hungry Heidi, y al RB10 lo llamó "Suzie". Para su nueva aventura con la Scuderia Ferrari, el tetracampeón llamó al SF15-T "Eva"; y al SF16-H, "Margherita", en 2017 a su Ferrari SF70-H le da el nombre de "Gina". Al SF71-H le dio el de "Loria". También tiene como superstición pasar una "Moneda de la suerte" por los cordones de sus zapatos.

## Récords

### Récords en Fórmula 1
Sebastian Vettel ostenta diversos récords en Fórmula 1:
| Récord | Marca                                                                           |
| --- | ------------------------------------------------------------------------------- |
| Campeón del mundo habiendo sido líder del mundial menos carreras durante la temporada                                                                            | Temporada 2010 (Igualando los récords de John Surtees y James Hunt)             |
| 3er. Piloto con más puntos conseguidos en una temporada (detrás de Lewis Hamilton - 408 puntos en Temporada 2018 y Max Verstappen- 454 puntos en Temporada 2022) | Temporada 2013 (397 puntos)                                                     |
| Campeón del mundo habiendo sido líder del mundial más carreras durante la temporada                                                                              | Temporada 2011 (19 carreras)                                                    |
| Campeón del mundo con mayor margen de puntos respecto al segundo                                                                                                 | Temporada 2013 (155 puntos sobre Fernando Alonso, 397 a 242)                    |
| Mejor promedio de puntos por carrera | 9,54                                                                            |
| Piloto con más Poles en una temporada | Temporada 2011 (15)                                                             |
| Piloto con más adelantamientos en una temporada/Overtake Award                                                                                                   | Temporada 2012 (75) Temporada 2022 (132)                                        |
| Piloto más joven en conseguir una Pole Position en Fórmula 1 | Gran Premio de Italia de 2008 (13 de septiembre de 2008, con 21 años y 72 días) |
| Piloto más joven en conseguir un doblete (pole position y victoria)                                                                                              | Gran Premio de Italia de 2008 (14 de septiembre de 2008, con 21 años y 73 días) |
| Piloto más joven en conseguir un triple (pole position, victoria y vuelta rápida)                                                                                | Gran Premio de Gran Bretaña de 2009 (con 21 años y 353 días)                    |
| Piloto más joven en ganar un mismo GP en dos ocasiones | Gran Premio de Japón en 2009 y 2010 (con 23 años y 98 días)                     |
| Piloto más joven en ganar el Campeonato del Mundo | Temporada 2010 (14 de noviembre de 2010, con 23 años y 135 días)                |
| Piloto más joven de la historia en ganar dos Campeonatos del Mundo                                                                                               | Temporada 2011 (9 de octubre de 2011, con 24 años y 98 días)                    |
| Piloto más joven de la historia en ganar dos Campeonatos del Mundo consecutivos                                                                                  | Temporada 2011 (9 de octubre de 2011, con 24 años y 98 días)                    |
| Piloto más joven de la historia en ganar tres Campeonatos del Mundo                                                                                              | Temporada 2012 (25 de noviembre de 2012, con 25 años y 146 días)                |
| Piloto más joven de la historia en ganar tres Campeonatos del Mundo consecutivos                                                                                 | Temporada 2012 (25 de noviembre de 2012, con 25 años y 146 días)                |
| Piloto más joven de la historia en ganar cuatro Campeonatos del Mundo                                                                                            | Temporada 2013 (27 de octubre de 2013, con 26 años y 116 días)                  |
| Piloto más joven de la historia en ganar cuatro Campeonatos del Mundo consecutivos                                                                               | Temporada 2013 (27 de octubre de 2013, con 26 años y 116 días)                  |
| Piloto más joven en ser Subcampeón del Mundo | Temporada 2009 (1 de noviembre de 2009, con 22 años y 121 días)                 |

## Palmarés

### Fórmula 1
- 4 Campeonatos Mundiales de Fórmula 1: 2010, 2011, 2012 y 2013.
- 3 Subcampeonatos Mundiales de Fórmula 1: 2009, 2017 y 2018
- 3 Trofeos DHL Vuelta Rápida: 2009, 2012 y 2013.
- 53 victorias.
- 122 podios.
- 57 poles.
- 38 vueltas rápidas.

### Fórmula 3 Euro Series
- 1 Segunda posición en el Campeonato de Fórmula 3 Euro Series: 2006.
- Copa Rookie en el Campeonato de Fórmula 3 Euro Series: 2005.

### Fórmula BMW ADAC
- 1 Ganador de la Fórmula BMW ADAC: 2004.
- Copa Rookie de la Fórmula BMW ADAC: 2003.

### Karting
- 1 Campeonato Europeo de Karting Junior: 2001.
- 1 Campeonato de Alemania Junior de Karts: 2001.
- 1 Copa de Karts Junior en Mónaco: 2001.

### Carrera de Campeones
- 1 Carrera de Campeones: Londres 2015.

- 6 Copa de Naciones junto con Michael Schumacher: Londres 2007, Londres 2008, Pekín 2009, Düsseldorf 2010, Düsseldorf 2011 y Bangkok 2012.

- 1 Copa de Naciones en solitario: Miami 2017.

- 2 Finalista en Copa de Naciones junto con Nico Hülkenberg y Mick Schumacher: Londres 2015 y México 2019.

### Premio Laureus
- Mejor deportista masculino internacional del año: 2014

| Predecesor: Jenson Button   | Campeón de Fórmula 1 2010, 2011, 2012, 2013 | Sucesor: Lewis Hamilton  |
| Predecesor: Maximilian Götz | Campeón de Fórmula BMW 2004                 | Sucesor: Nico Hülkenberg |